# Championnat du monde de hockey sur glace 2012
Navigation
Slovaquie 2011 Suède et Finlande 2013
Le championnat du monde de hockey sur glace 2012 se dispute en Finlande et en Suède du 4 mai au 20 mai 2012 dans les villes de Helsinki et Stockholm.

## Joueurs
C'est le premier championnat du monde après l'accident de l'avion transportant le Lokomotiv Iaroslavl, dans lequel périrent, huit mois auparavant, certains des meilleurs joueurs du monde.

## Élite

### Stades
| Helsinki                         | Stockholm                     |
| -------------------------------- | ----------------------------- |
| Hartwall Arena Capacité : 13 506 | Globe Arena Capacité : 13 850 |
|                                  |                               |

### Tour préliminaire
Le groupe principal regroupe seize équipes, réparties en deux groupes de huit (de A à B). Le dernier de chaque groupe est relégué en Division IA pour l'édition 2013. Les quatre premiers de chaque poule sont qualifiés pour les quarts de finale.

Les équipes sont (entre parenthèses le classement IIHF) :
| Groupe A (Helsinki) - Finlande (2) - Canada (4) - États-Unis (6) - Suisse (7) - Slovaquie (10) - Biélorussie (11) - France (14) - Kazakhstan (16) | Groupe B (Stockholm) - Russie (1) - Suède (3) - Tchéquie (5) - Allemagne (8) - Norvège (9) - Lettonie (12) - Danemark (13) - Italie (15) |

#### Groupe A (Helsinki)

##### Matchs
À l'heure d'Helsinki.
| 4 mai 2012 | États-Unis | 7-2 (1-1, 3-1, 3-0) | France | Hartwall Arena 8 402 spectateurs |

| Feuille de match | Feuille de match | Feuille de match                    | Feuille de match                                                         | Feuille de match                                                   |
| ---------------- | --- | ----------------------------------- | ------------------------------------------------------------------------ | ------------------------------------------------------------------ |
|                  | 16 min 52 s, Okposo (Goligoski, Faulk) 23 min 52 s, Johnson (Lasch, Faulk) SN 29 min 15 s, Ryan (Pacioretty, Stastny) SN 39 min 38 s, Pacioretty (Stastny, Goligoski) 45 min 38 s, Slater (Palmieri) 51 min 00 s, Okposo (Fowler, Faulk) 57 min 41 s, Petry (Pacioretty, Stastny) | 0-1 1-1 2-1 3-1 3-2 4-2 5-2 6-2 7-2 | 12 min 17 s, Besch (Meunier, Auvitu) 33 min 17 s, Bellemare (S. Treille) | Arbitrage : Martin Fraňo Antonín Jeřábek Petr Blumel Masi Puolakka |
| Jimmy Howard     | Gardiens | Cristobal Huet                      |                                                                          | Arbitrage : Martin Fraňo Antonín Jeřábek Petr Blumel Masi Puolakka |
| 6 min            | Pénalités | 12 min                              |                                                                          | Arbitrage : Martin Fraňo Antonín Jeřábek Petr Blumel Masi Puolakka |
| 35               | Tirs | 23                                  |                                                                          | Arbitrage : Martin Fraňo Antonín Jeřábek Petr Blumel Masi Puolakka |

| 4 mai 2012 | Canada | 3-2 (1-0, 2-1, 0-1) | Slovaquie | Hartwall Arena 6 400 spectateurs |

| Feuille de match | Feuille de match                                                                                    | Feuille de match    | Feuille de match                                                   | Feuille de match                                                           |
| ---------------- | --------------------------------------------------------------------------------------------------- | ------------------- | ------------------------------------------------------------------ | -------------------------------------------------------------------------- |
|                  | 14 min 21 s, Benn (Getzlaf, Keith) 32 min 30 s, Eberle (Kane) 35 min 21 s, Ladd (O'Reilly, Purcell) | 1-0 1-1 2-1 3-1 3-2 | 21 min 58 s, Tatar (Mikúš) 42 min 59 s, Bartovič (Bližňák, Haščák) | Arbitrage : Lars Brüggemann Georg Jablukow Jimmy Dahmen Sergueï Chelianine |
| Cam Ward         | Gardiens                                                                                            | Peter Hamerlík      |                                                                    | Arbitrage : Lars Brüggemann Georg Jablukow Jimmy Dahmen Sergueï Chelianine |
| 2 min            | Pénalités                                                                                           | 4 min               |                                                                    | Arbitrage : Lars Brüggemann Georg Jablukow Jimmy Dahmen Sergueï Chelianine |
| 30               | Tirs                                                                                                | 22                  |                                                                    | Arbitrage : Lars Brüggemann Georg Jablukow Jimmy Dahmen Sergueï Chelianine |

| 4 mai 2012 | Biélorussie | 0-1 (0-1, 0-0, 0-0) | Finlande | Hartwall Arena 12 354 spectateurs |

| Feuille de match | Feuille de match | Feuille de match | Feuille de match                       | Feuille de match                                                        |
| ---------------- | ---------------- | ---------------- | -------------------------------------- | ----------------------------------------------------------------------- |
|                  |                  | 0-1              | 19 min 18 s, Niskala (Koivu, Granlund) | Arbitrage : Morgan Johansson Christer Lärking Sirko Schulz Jesse Wilmot |
| Vitali Koval     | Gardiens         | Kari Lehtonen    |                                        | Arbitrage : Morgan Johansson Christer Lärking Sirko Schulz Jesse Wilmot |
| 14 min           | Pénalités        | 8 min            |                                        | Arbitrage : Morgan Johansson Christer Lärking Sirko Schulz Jesse Wilmot |
| 21               | Tirs             | 38               |                                        | Arbitrage : Morgan Johansson Christer Lärking Sirko Schulz Jesse Wilmot |

| 5 mai 2012 | Suisse | 5-1 (2-0, 3-1, 0-0) | Kazakhstan | Hartwall Arena 7 221 spectateurs |

| Feuille de match | Feuille de match | Feuille de match               | Feuille de match                             | Feuille de match                                                       |
| ---------------- | --- | ------------------------------ | -------------------------------------------- | ---------------------------------------------------------------------- |
|                  | I. Rüthemann (D. Hollenstein) – 9 min 48 s M. Streit (R. Wick, S. Blindenbacher) (SN) – 11 min 04 s M. Streit (S. Blindenbacher) (double SN) – 24 min 04 s I. Rüthemann (D. Hollenstein, M. Streit) (SN) – 32 min 08 s F. Du Bois (I. Rüthemann, M. Bieber) – 36 min 53 s | 1-0 2-0 2-1 3-1 4-1 5-1        | 21 min 36 s – R. Savtchenko (R. Startchenko) | Arbitrage : Lars Brüggemann Morgan Johansson Jon Killan Andre Schrader |
| Reto Berra       | Gardiens | Vitali Kolesnik Alekseï Ivanov |                                              | Arbitrage : Lars Brüggemann Morgan Johansson Jon Killan Andre Schrader |
| 8 min            | Pénalités | 14 min                         |                                              | Arbitrage : Lars Brüggemann Morgan Johansson Jon Killan Andre Schrader |
| 48               | Tirs | 20                             |                                              | Arbitrage : Lars Brüggemann Morgan Johansson Jon Killan Andre Schrader |

| 5 mai 2012 | Canada | 4-5 (pr) (1-1, 1-1, 2-2, 0-1) | États-Unis | Hartwall Arena 6 842 spectateurs |

| Feuille de match | Feuille de match | Feuille de match                    | Feuille de match | Feuille de match                                                                   |
| ---------------- | --- | ----------------------------------- | --- | ---------------------------------------------------------------------------------- |
|                  | J. Tavares (D. Keith) – 6 min 38 s J. Skinner (J. Tavares, J. Bouwmeester) – 27 min 34 s E. Kane – 49 min 51 s D. Keith – 58 min 21 s | 0-1 1-1 2-1 2-2 2-3 3-3 3-4 4-4 4-5 | 1 min 10 s – J. Slater (R. Lasch) 33 min 54 s – J. Johnson (M. Pacioretty, B. Ryan) (SN) 46 min 43 s – P. Dwyer (IN) 56 min 19 s – N. Thompson (J. Crabb, P. Dwyer) 61 min 47 s – J. Johnson | Arbitrage : Viatcheslav Boulanov Konstantin Olenine Petr Blumel Sergueï Chelianine |
| Cam Ward         | Gardiens | Jimmy Howard                        | | Arbitrage : Viatcheslav Boulanov Konstantin Olenine Petr Blumel Sergueï Chelianine |
| 8 min            | Pénalités | 6 min                               | | Arbitrage : Viatcheslav Boulanov Konstantin Olenine Petr Blumel Sergueï Chelianine |
| 34               | Tirs | 46                                  | | Arbitrage : Viatcheslav Boulanov Konstantin Olenine Petr Blumel Sergueï Chelianine |

| 6 mai 2012 | France | 6-3 (3-1, 1-1, 2-1) | Kazakhstan | Hartwall Arena 8 673 spectateurs |

| Feuille de match | Feuille de match | Feuille de match                    | Feuille de match | Feuille de match                                                  |
| ---------------- | --- | ----------------------------------- | --- | ----------------------------------------------------------------- |
|                  | K. Hecquefeuille (L. Meunier, J. Desrosiers) – 8 min 59 s N. Besch (L. Meunier) – 11 min 27 s S. Treille (S. da Costa, P.-É. Bellemare) – 14 min 53 s J. Desrosiers (Y. Treille, L. Meunier) – 27 min 49 s P.-É. Bellemare (A. Guttig, S. da Costa) – 51 min 02 s K. Hecquefeuille (J. Desrosiers, Y. Auvitu) – 56 min 14 s | 1-0 2-0 3-0 3-1 4-1 4-2 4-3 5-3 6-3 | 17 min 13 s – V. Krasnoslobodtsev (D. Doudarev, R. Startchenko) 33 min 16 s – F. Polichtchouk (A. Trochtchinski, R. Savtchenko) 40 min 42 s – T. Jaïlaouov (D. Doudarev, V. Novopachine) | Arbitrage : Martin Fraňo Christer Lärking Jon Killan Sirko Schulz |
| Cristobal Huet   | Gardiens | Alekseï Ivanov Vitali Ieremeïev     | | Arbitrage : Martin Fraňo Christer Lärking Jon Killan Sirko Schulz |
| 39 min           | Pénalités | 24 min                              | | Arbitrage : Martin Fraňo Christer Lärking Jon Killan Sirko Schulz |
| 41               | Tirs | 23                                  | | Arbitrage : Martin Fraňo Christer Lärking Jon Killan Sirko Schulz |

| 6 mai 2012 | Finlande | 1-0 (1-0, 0-0, 0-0) | Slovaquie | Hartwall Arena 12 855 spectateurs |

| Feuille de match | Feuille de match                                  | Feuille de match | Feuille de match | Feuille de match                                                              |
| ---------------- | ------------------------------------------------- | ---------------- | ---------------- | ----------------------------------------------------------------------------- |
|                  | J. Pesonen (M. Granlund, J. Immonen) – 7 min 32 s | 1-0              |                  | Arbitrage : Viatcheslav Boulanov Konstantin Olenine Jimmy Dahmen Jesse Wilmot |
| Petri Vehanen    | Gardiens                                          | Ján Laco         |                  | Arbitrage : Viatcheslav Boulanov Konstantin Olenine Jimmy Dahmen Jesse Wilmot |
| 4 min            | Pénalités                                         | 10 min           |                  | Arbitrage : Viatcheslav Boulanov Konstantin Olenine Jimmy Dahmen Jesse Wilmot |
| 22               | Tirs                                              | 26               |                  | Arbitrage : Viatcheslav Boulanov Konstantin Olenine Jimmy Dahmen Jesse Wilmot |

| 6 mai 2012 | Suisse | 3-2 (2-1, 0-1, 1-0) | Biélorussie | Hartwall Arena 5 249 spectateurs |

| Feuille de match | Feuille de match                                                                                                   | Feuille de match    | Feuille de match                                                                                        | Feuille de match                                                        |
| ---------------- | --- | ------------------- | --- | ----------------------------------------------------------------------- |
|                  | S. Moser (F. Du Bois) – 6 min 55 s S. Moser (K. Romy, D. Brunner) – 11 min 57 s K. Romy (D. Brunner) – 47 min 48 s | 1-0 1-1 2-1 2-2 3-2 | 10 min 26 s – A. Ougarov (A. Stepanov, V. Denissov) 21 min 34 s – K. Koltsov (D. Korobov, A. Kalioujny) | Arbitrage : Georg Jablukow Antonín Jeřábek Masi Puolakka Andre Schrader |
| Tobias Stephan   | Gardiens | Vitali Koval        | | Arbitrage : Georg Jablukow Antonín Jeřábek Masi Puolakka Andre Schrader |
| 6 min            | Pénalités | 6 min               | | Arbitrage : Georg Jablukow Antonín Jeřábek Masi Puolakka Andre Schrader |
| 35               | Tirs | 21                  | | Arbitrage : Georg Jablukow Antonín Jeřábek Masi Puolakka Andre Schrader |

| 7 mai 2012 | France | 2-7 (1-4, 1-1, 0-2) | Canada | Hartwall Arena 3 415 spectateurs |

| Feuille de match | Feuille de match                                                 | Feuille de match                    | Feuille de match | Feuille de match                                                    |
| ---------------- | ---------------------------------------------------------------- | ----------------------------------- | --- | ------------------------------------------------------------------- |
|                  | B. Henderson – 19 min 22 s A. Rouleau (A. Roussel) – 33 min 49 s | 0-1 0-2 0-3 0-4 1-4 1-5 2-5 2-6 2-7 | 1 min 59 s – R. Nugent-Hopkins (P. Sharp, J. Benn) 9 min 56 s – P. Sharp (J. Tavares, R. Nugent-Hopkins) (SN) 13 min 54 s – J. Benn (P. Sharp, L. Schenn) 17 min 21 s – J. Benn (C. Perry) 33 min 19 s – J. Eberle (P. Sharp, D. Keith (SN) 49 min 56 s – R. Nugent-Hopkins (P. Sharp, M. Methot) 52 min 19 s – C. Perry (R. Getzlaf, E. Kane) | Arbitrage : Lars Brüggemann Georg Jablukow Petr Blumel Jimmy Dahmen |
| Fabrice Lhenry   | Gardiens                                                         | Devan Dubnyk                        | | Arbitrage : Lars Brüggemann Georg Jablukow Petr Blumel Jimmy Dahmen |
| 6 min            | Pénalités                                                        | 4 min                               | | Arbitrage : Lars Brüggemann Georg Jablukow Petr Blumel Jimmy Dahmen |
| 21               | Tirs                                                             | 37                                  | | Arbitrage : Lars Brüggemann Georg Jablukow Petr Blumel Jimmy Dahmen |

| 7 mai 2012 | États-Unis | 2-4 (1-3, 1-0, 0-1) | Slovaquie | Hartwall Arena 3 948 spectateurs |

| Feuille de match | Feuille de match                                                                                              | Feuille de match        | Feuille de match | Feuille de match                                                               |
| ---------------- | --- | ----------------------- | --- | ------------------------------------------------------------------------------ |
|                  | J. Faulk (K. Okposo, J. Slater) – 15 min 41 s P. Stastny (M. Pacioretty, C. Fowler) (double SN) – 38 min 47 s | 0-1 0-2 1-2 1-3 2-3 2-4 | 47 s – D. Graňák (L. Hudáček) 15 min 04 s – B. Radivojevič (T. Kopecký, M. Handzuš) 19 min 54 s – A. Sekera (M. Bližňák) 59 min 23 s – M. Šatan (cage vide) | Arbitrage : Morgan Johansson Christer Lärking Masi Puolakka Sergueï Chelianine |
| Jimmy Howard     | Gardiens | Ján Laco                | | Arbitrage : Morgan Johansson Christer Lärking Masi Puolakka Sergueï Chelianine |
| 6 min            | Pénalités | 6 min                   | | Arbitrage : Morgan Johansson Christer Lärking Masi Puolakka Sergueï Chelianine |
| 20               | Tirs | 32                      | | Arbitrage : Morgan Johansson Christer Lärking Masi Puolakka Sergueï Chelianine |

| 8 mai 2012 | Biélorussie | 3-2 (0-1, 3-1, 0-0) | Kazakhstan | Hartwall Arena 3 221 spectateurs |

| Feuille de match | Feuille de match                                                                                     | Feuille de match    | Feuille de match                                                                               | Feuille de match                                               |
| ---------------- | --- | ------------------- | ---------------------------------------------------------------------------------------------- | -------------------------------------------------------------- |
|                  | K. Koltsov (IN) – 28 min 48 s M. Grabovski (R. Graborenko) – 33 min 37 s I. Kovyrchine – 33 min 52 s | 0-1 0-2 1-2 2-2 3-2 | 2 min 32 s – V. Krasnoslobodtsev 27 min 42 s – V. Krasnoslobodtsev (D. Doudarev, V. Ieremeïev) | Arbitrage : Martin Fraňo Jari Levonen Jon Killian Jesse Wilmot |
| Andreï Mezine    | Gardiens                                                                                             | Vitali Ieremeïev    |                                                                                                | Arbitrage : Martin Fraňo Jari Levonen Jon Killian Jesse Wilmot |
| 12 min           | Pénalités                                                                                            | 6 min               |                                                                                                | Arbitrage : Martin Fraňo Jari Levonen Jon Killian Jesse Wilmot |
| 32               | Tirs                                                                                                 | 30                  |                                                                                                | Arbitrage : Martin Fraňo Jari Levonen Jon Killian Jesse Wilmot |

| 8 mai 2012 | Finlande | 5-2 (1-0, 2-2, 2-0) | Suisse | Hartwall Arena 12 448 spectateurs |

| Feuille de match | Feuille de match | Feuille de match            | Feuille de match                                                          | Feuille de match                                                    |
| ---------------- | --- | --------------------------- | ------------------------------------------------------------------------- | ------------------------------------------------------------------- |
|                  | J. Immonen (J. Niskala, A. Salmela) (SN) – 6 min 30 s L. Komarov (J. Järvinen, J. Joensuu) – 26 min 05 s J. Immonen (J. Pesonen, M. Granlund) – 36 min 45 s V. Filppula (J. Jokinen, J. Hietanen (SN) – 49 min 46 s V. Filppula (M. Koivu, O. Väänänen) – 51.56 | 1-0 1-1 2-1 3-1 3-2 4-2 5-2 | 25 min 44 s – A. Ambühl (L. Sbisa) 37 min 44 s – R. Wick (M. Streit) (SN) | Arbitrage : Antonín Jeřábek David Lewis Andre Schrader Sirko Schulz |
| Kari Lehtonen    | Gardiens | Reto Berra                  |                                                                           | Arbitrage : Antonín Jeřábek David Lewis Andre Schrader Sirko Schulz |
| 18 min           | Pénalités | 10 min                      |                                                                           | Arbitrage : Antonín Jeřábek David Lewis Andre Schrader Sirko Schulz |
| 26               | Tirs | 28                          |                                                                           | Arbitrage : Antonín Jeřábek David Lewis Andre Schrader Sirko Schulz |

| 9 mai 2012 | Slovaquie | 4-2 (1-1, 1-0, 2-1) | Kazakhstan | Hartwall Arena 3 706 spectateurs |

| Feuille de match | Feuille de match | Feuille de match        | Feuille de match                                                                                               | Feuille de match                                                           |
| ---------------- | --- | ----------------------- | --- | -------------------------------------------------------------------------- |
|                  | D. Graňák (M. Šatan, L. Hudáček) – 1 min 08 s L.Hudáček (D. Graňák, Z. Chára) – 37 min 49 s T. Kopecký (I. Baranka, A. Sekera) – 48 min 18 s T. Kopecký (M. Handzuš, B. Radivojevič) – 59 min 46 s | 1-0 1-1 2-1 2-2 3-2 4-2 | 11 min 18 s – I. Rymarev (V. Novopachine, D. Chemeline) 43 min 15 s – K. Pouchkariov (T. Jaïlaouov, D. Oupper) | Arbitrage : Georg Jablukow Antonín Jeřábek Jimmy Dahmen Sergueï Chelianine |
| Ján Laco         | Gardiens | Vitali Ieremeïev        | | Arbitrage : Georg Jablukow Antonín Jeřábek Jimmy Dahmen Sergueï Chelianine |
| 4 min            | Pénalités | 8 min                   | | Arbitrage : Georg Jablukow Antonín Jeřábek Jimmy Dahmen Sergueï Chelianine |
| 33               | Tirs | 32                      | | Arbitrage : Georg Jablukow Antonín Jeřábek Jimmy Dahmen Sergueï Chelianine |

| 9 mai 2012 | Canada | 3-2 (0-1, 1-0, 2-1) | Suisse | Hartwall Arena 4 829 spectateurs |

| Feuille de match | Feuille de match | Feuille de match    | Feuille de match                                                                                | Feuille de match                                                |
| ---------------- | --- | ------------------- | ----------------------------------------------------------------------------------------------- | --------------------------------------------------------------- |
|                  | J. Tavares (J. Eberle, J. Skinner) – 20 min 35 s J. Eberle (J. Tavares) – 40 min 41 s R. Getzlaf (C. Ward) – 48 min 02 s | 0-1 1-1 2-1 2-2 3-2 | 1 min 40 s – D. Brunner (G. Bezina, K. Romy) 43 min 49 s – G. Bezina (K. Romy, D. Brunner) (SN) | Arbitrage : Martin Fraňo Jari Levonen Petr Blumel Masi Puolakka |
| Cam Ward         | Gardiens | Tobias Stephan      |                                                                                                 | Arbitrage : Martin Fraňo Jari Levonen Petr Blumel Masi Puolakka |
| 6 min            | Pénalités | 8 min               |                                                                                                 | Arbitrage : Martin Fraňo Jari Levonen Petr Blumel Masi Puolakka |
| 30               | Tirs | 30                  |                                                                                                 | Arbitrage : Martin Fraňo Jari Levonen Petr Blumel Masi Puolakka |

| 10 mai 2012 | États-Unis | 5-3 (2-1, 1-1, 2-1) | Biélorussie | Hartwall Arena 7 441 spectateurs |

| Feuille de match | Feuille de match | Feuille de match                | Feuille de match | Feuille de match                                                 |
| ---------------- | --- | ------------------------------- | --- | ---------------------------------------------------------------- |
|                  | J. Abdelkader (J. T. Brown, J. Petry) – 1 min 39 s J. Atkinson (J. Abdelkader) – 6 min 31 s N. Thompson (P. Dwyer, J. Crabb) – 38 min 21 s B. Ryan (M. Pacioretty, C. Fowler) – 52 min 10 s P. Stastny (M. Pacioretty, J. Johnson) – 55 min 34 s | 1-0 2-0 2-1 2-2 3-2 4-2 5-2 5-3 | 16 min 15 s – A. Kalioujny (D. Korobov, M. Grabovski) 22 min 50 s – A. Ougarov (M. Grabovski, I. Kovyrchine) (SN) 59 min 50 s – I. Kovyrchine (M. Grabovski, A. Kalioujny) (double SN) | Arbitrage : Georg Jablukow David Lewis Sirko Schulz Jesse Wilmot |
| Jimmy Howard     | Gardiens | Andreï Mezine Vitali Koval      | | Arbitrage : Georg Jablukow David Lewis Sirko Schulz Jesse Wilmot |
| 22 min           | Pénalités | 16 min                          | | Arbitrage : Georg Jablukow David Lewis Sirko Schulz Jesse Wilmot |
| 36               | Tirs | 26                              | | Arbitrage : Georg Jablukow David Lewis Sirko Schulz Jesse Wilmot |

| 10 mai 2012 | France | 1-7 (0-1, 0-4, 1-2) | Finlande | Hartwall Arena 12 957 spectateurs |

| Feuille de match | Feuille de match                                     | Feuille de match                | Feuille de match | Feuille de match                                                  |
| ---------------- | ---------------------------------------------------- | ------------------------------- | --- | ----------------------------------------------------------------- |
|                  | A. Guttig (S. Da Costa, T. Da Costa) SN- 43 min 34 s | 0-1 0-2 0-3 0-4 0-5 1-5 1-6 1-7 | 10 min 12 s – J. Immonen (J. Pesonen, M. Granlund) (SN) 30 min – M. Koivu (J. Hietanen, V. Filppula) 33 min 49 s – J. Jokinen (M. Maenpaa, M. Koivu) (SN) 37 min 12 s – J. Niskala (J. Joensuu, V. Filppula) 38 min 08 s - N. Kapanen (J. Tuppurainen) 44 min 01 s - J. Jokinen (M. Koivu, V. Filppula) (SN) 50 min - J. Hietanen (M. Maenpaa, M. Koivu) (SN) | Arbitrage : Steve Patafie Brent Reiber Jon Killian Andre Schrader |
| Fabrice Lhenry   | Gardiens                                             | Petri Vehanen                   | | Arbitrage : Steve Patafie Brent Reiber Jon Killian Andre Schrader |
| 14 min           | Pénalités                                            | 12 min                          | | Arbitrage : Steve Patafie Brent Reiber Jon Killian Andre Schrader |
| 18               | Tirs                                                 | 37                              | | Arbitrage : Steve Patafie Brent Reiber Jon Killian Andre Schrader |

| 11 mai 2012 | Kazakhstan | 2-3 (pr) (0-0, 1-1, 1-1, 0-1) | États-Unis | Hartwall Arena 9 856 spectateurs |

| Feuille de match | Feuille de match                                                                                  | Feuille de match    | Feuille de match                                                                                        | Feuille de match                                                |
| ---------------- | ------------------------------------------------------------------------------------------------- | ------------------- | --- | --------------------------------------------------------------- |
|                  | 38 min 17 s, Pouchkariov (Jaïlaouov, Oupper) SN 55 min 54 s, Jaïlaouov (Pouchkariov, Novopachine) | 0-1 1-1 1-2 2-2 2-3 | 34 min 12 s, Brown (Abdelkader) 44 min 58 s, Faulk (Goligoski) 64 min 38 s, Faulk (Pacioretty, Stastny) | Arbitrage : Jari Levonen David Lewis Petr Blumel Andre Schrader |
| Vitali Kolesnik  | Gardiens                                                                                          | Richard Bachman     | | Arbitrage : Jari Levonen David Lewis Petr Blumel Andre Schrader |
| 2 min            | Pénalités                                                                                         | 4 min               | | Arbitrage : Jari Levonen David Lewis Petr Blumel Andre Schrader |
| 19               | Tirs                                                                                              | 50                  | | Arbitrage : Jari Levonen David Lewis Petr Blumel Andre Schrader |

| 11 mai 2012 | Finlande | 3-5 (2-0, 1-3, 0-2) | Canada | Hartwall Arena 13 059 spectateurs |

| Feuille de match | Feuille de match | Feuille de match                | Feuille de match | Feuille de match                                                          |
| ---------------- | --- | ------------------------------- | --- | ------------------------------------------------------------------------- |
|                  | A. Pihlström (N. Kapanen) – 5 min 53 s M. Koivu (J. Jokinen) (SN) – 10 min 31 s J. Jokinen (A. Salmela) (SN) – 27 min 36 s | 1-0 2-0 2-1 3-1 3-2 3-3 3-4 3-5 | 25 min 34 s – A. Burrows (R. O'Reilly, M. Methot) 34 min 31 s – J. Tavares (J. Skinner, K. Russell) 38 min 18 s – J. Skinner (R. Nugent-Hopkins, D. Keith) 46 min 04 s – E. Kane (C. Perry) 59 min 36 s – J. Eberle (J. Tavares, D. Keith) (cage vide) | Arbitrage : Martin Fraňo Christer Lärking Jimmy Dahmen Sergueï Chelianine |
| Kari Lehtonen    | Gardiens | Cam Ward                        | | Arbitrage : Martin Fraňo Christer Lärking Jimmy Dahmen Sergueï Chelianine |
| 4 min            | Pénalités | 12 min                          | | Arbitrage : Martin Fraňo Christer Lärking Jimmy Dahmen Sergueï Chelianine |
| 38               | Tirs | 26                              | | Arbitrage : Martin Fraňo Christer Lärking Jimmy Dahmen Sergueï Chelianine |

| 12 mai 2012 | Slovaquie | 5-1 (1-0, 4-1, 0-0) | Biélorussie | Hartwall Arena 9 032 spectateurs |

| Feuille de match | Feuille de match | Feuille de match        | Feuille de match                                               | Feuille de match                                                |
| ---------------- | --- | ----------------------- | -------------------------------------------------------------- | --------------------------------------------------------------- |
|                  | A. Sekera (I. Baranka, M. Handzuš) – 6 min 45 s B. Radivojevič (A. Sekera) – 23 min 16 s M. Miklík (J. Mikúš, T. Tatar) – 24 min 58 s T. Kopecký (B. Radivojevič) – 25 min 48 s J. Mikúš (T. Tatar, M. Miklík) – 26 min 56 s | 1-0 2-0 3-0 4-0 5-0 5-1 | 34 min 56 s – A. Kalioujny (A. Kostitsyne, S. Kostitsyne) (SN) | Arbitrage : Jari Levonen Brent Reiber Jon Killian Masi Puolakka |
| Ján Laco         | Gardiens | Vitali Koval            |                                                                | Arbitrage : Jari Levonen Brent Reiber Jon Killian Masi Puolakka |
| 18 min           | Pénalités | 8 min                   |                                                                | Arbitrage : Jari Levonen Brent Reiber Jon Killian Masi Puolakka |
| 40               | Tirs | 31                      |                                                                | Arbitrage : Jari Levonen Brent Reiber Jon Killian Masi Puolakka |

| 12 mai 2012 | Suisse | 2-4 (0-1, 2-1, 0-2) | France | Hartwall Arena 9 155 spectateurs |

| Feuille de match | Feuille de match                                                                          | Feuille de match        | Feuille de match | Feuille de match                                                            |
| ---------------- | ----------------------------------------------------------------------------------------- | ----------------------- | --- | --------------------------------------------------------------------------- |
|                  | D. Brunner (P. Furrer, S. Blindenbacher) – 33 min 14 s D. Brunner (K. Romy) – 35 min 04 s | 0-1 0-2 1-2 2-2 2-3 2-4 | 17 min 11 s – Y. Auvitu (K. Hecquefeuille, L. Meunier) (SN) 32 min 44 s – T. Da Costa (C. Bertrand, A. Roussel) 46 min 21 s – L. Meunier (SN) 47 min 05 s – S. Da Costa (P-É. Bellemare, B. Amar) (SN) | Arbitrage : Georg Jablukow Christer Lärking Sergueï Chelianine Jesse Wilmot |
| Tobias Stephan   | Gardiens                                                                                  | Cristobal Huet          | | Arbitrage : Georg Jablukow Christer Lärking Sergueï Chelianine Jesse Wilmot |
| 31 min           | Pénalités                                                                                 | 10 min                  | | Arbitrage : Georg Jablukow Christer Lärking Sergueï Chelianine Jesse Wilmot |
| 43               | Tirs                                                                                      | 27                      | | Arbitrage : Georg Jablukow Christer Lärking Sergueï Chelianine Jesse Wilmot |

| 12 mai 2012 | Kazakhstan | 0-8 (0-1, 0-2, 0-5) | Canada | Hartwall Arena 4 151 spectateurs |

| Feuille de match                 | Feuille de match | Feuille de match                | Feuille de match | Feuille de match                                                    |
| -------------------------------- | ---------------- | ------------------------------- | --- | ------------------------------------------------------------------- |
|                                  |                  | 0-1 0-2 0-3 0-4 0-5 0-6 0-7 0-8 | 15 min 45 s – D. Phaneuf (R. Getzlaf) (SN) 32 min 05 s – C. Perry (D. Keith, J. Bouwmeester) 37 min 03 s – A. Burrows (J. Eberle, D. Keith) (IN) 42 min 57 s – E. Kane (C. Perry, R. Getzlaf) 43 min 39 s – J. Tavares (J. Eberle, K. Russell) 43 min 47 s – T. Purcell (J. Benn) 45 min 53 s – D. Phaneuf (R. Getzlaf, D. Keith) 56 min 13 s – R. Nugent-Hopkins (P. Sharp, A. Ladd) | Arbitrage : Antonín Jeřábek Steve Patafie Jimmy Dahmen Sirko Schulz |
| Vitali Kolesnik Vitali Ieremeïev | Gardiens         | Devan Dubnyk                    | | Arbitrage : Antonín Jeřábek Steve Patafie Jimmy Dahmen Sirko Schulz |
| 8 min                            | Pénalités        | 10 min                          | | Arbitrage : Antonín Jeřábek Steve Patafie Jimmy Dahmen Sirko Schulz |
| 24                               | Tirs             | 58                              | | Arbitrage : Antonín Jeřábek Steve Patafie Jimmy Dahmen Sirko Schulz |

| 13 mai 2012 | Finlande | 0-5 (0-1, 0-2, 0-2) | États-Unis | Hartwall Arena 12 652 spectateurs |

| Feuille de match | Feuille de match | Feuille de match    | Feuille de match | Feuille de match                                                 |
| ---------------- | ---------------- | ------------------- | --- | ---------------------------------------------------------------- |
|                  |                  | 0-1 0-2 0-3 0-4 0-5 | 16 min 19 s – M. Pacioretty 35 min 33 s – K. Palmieri (C. Atkinson, C. Butler) 37 min 56 s – J. Faulk (A. Goligoski, M. Pacioretty) (SN) 42 min 12 s – C. Butler (J. Petry, C. Atkinson) 44 min 08 s – B. Ryan (C. Smith) | Arbitrage : Georg Jablukow Brent Reiber Petr Blumel Jesse Wilmot |
| Kari Lehtonen    | Gardiens         | Jimmy Howard        | | Arbitrage : Georg Jablukow Brent Reiber Petr Blumel Jesse Wilmot |
| 39 min           | Pénalités        | 6 min               | | Arbitrage : Georg Jablukow Brent Reiber Petr Blumel Jesse Wilmot |
| 18               | Tirs             | 31                  | | Arbitrage : Georg Jablukow Brent Reiber Petr Blumel Jesse Wilmot |

| 13 mai 2012 | Suisse | 0-1 (0-1, 0-0, 0-0) | Slovaquie | Hartwall Arena 4 257 spectateurs |

| Feuille de match | Feuille de match | Feuille de match | Feuille de match                  | Feuille de match                                                   |
| ---------------- | ---------------- | ---------------- | --------------------------------- | ------------------------------------------------------------------ |
|                  |                  | 0-1              | 18 min 13 s – T. Tatar (J. Mikúš) | Arbitrage : David Lewis Steve Patafie Masi Puolakka Andre Schrader |
| Reto Berra       | Gardiens         | Ján Laco         |                                   | Arbitrage : David Lewis Steve Patafie Masi Puolakka Andre Schrader |
| 4 min            | Pénalités        | 2 min            |                                   | Arbitrage : David Lewis Steve Patafie Masi Puolakka Andre Schrader |
| 21               | Tirs             | 30               |                                   | Arbitrage : David Lewis Steve Patafie Masi Puolakka Andre Schrader |

| 14 mai 2012 | Biélorussie | 1-2 (1-0, 0-1, 0-1) | France | Hartwall Arena 5 583 spectateurs |

| Feuille de match                | Feuille de match                                   | Feuille de match | Feuille de match                                                                                                 | Feuille de match                                               |
| ------------------------------- | -------------------------------------------------- | ---------------- | --- | -------------------------------------------------------------- |
|                                 | A. Kalioujny (A. Ouharaw, D. Korabaw) – 8 min 15 s | 1-0 1-1 1-2      | 37 min 57 s – K. Hecquefeuille (V. Bachet, P-É. Bellemare) 58 min 43 s – Y. Auvitu (P-É. Bellemare, S. Da Costa) | Arbitrage : Martin Fraňo Jari Levonen Jon Killian Sirko Schulz |
| Vitali Koval Dzmitry Miltchakow | Gardiens                                           | Cristobal Huet   | | Arbitrage : Martin Fraňo Jari Levonen Jon Killian Sirko Schulz |
| 6 min                           | Pénalités                                          | 10 min           | | Arbitrage : Martin Fraňo Jari Levonen Jon Killian Sirko Schulz |
| 22                              | Tirs                                               | 32               | | Arbitrage : Martin Fraňo Jari Levonen Jon Killian Sirko Schulz |

| 14 mai 2012 | Kazakhstan | 1-4 (0-0, 0-3, 1-1) | Finlande | Hartwall Arena 12 443 spectateurs |

| Feuille de match | Feuille de match                                              | Feuille de match    | Feuille de match | Feuille de match                                                      |
| ---------------- | ------------------------------------------------------------- | ------------------- | --- | --------------------------------------------------------------------- |
|                  | K. Pouchkariov (D. Oupper, V. Novopachine) (SN) – 49 min 03 s | 0-1 0-2 0-3 0-4 1-4 | 24 min 02 s – J. Jokinen (M. Mäenpää, V. Filppula) (SN) 31 min 38 s – M. Mäenpää (J. Hietanen, V. Filppula) (double SN) 37 min 43 s – V. Filppula (T. Kiiskinen, M. Koivu) 41 min 15 s – V. Filppula (M. Koivu, J. Hietanen) (SN) | Arbitrage : Antonín Jeřábek Christer Lärking Petr Blumel Jimmy Dahmen |
| Vitali Kolesnik  | Gardiens                                                      | Petri Vehanen       | | Arbitrage : Antonín Jeřábek Christer Lärking Petr Blumel Jimmy Dahmen |
| 18 min           | Pénalités                                                     | 10 min              | | Arbitrage : Antonín Jeřábek Christer Lärking Petr Blumel Jimmy Dahmen |
| 18               | Tirs                                                          | 48                  | | Arbitrage : Antonín Jeřábek Christer Lärking Petr Blumel Jimmy Dahmen |

| 15 mai 2012 | Canada | 5-1 (1-1, 3-0, 1-0) | Biélorussie | Hartwall Arena 9 140 spectateurs |

| Feuille de match | Feuille de match | Feuille de match        | Feuille de match                                             | Feuille de match                                                      |
| ---------------- | --- | ----------------------- | ------------------------------------------------------------ | --------------------------------------------------------------------- |
|                  | R. O'Reilly (A. Ladd, D. Keith) - 2 min 16 s C. Perry (R. Getzlaf, D. Keith) - 29 min 10 s R. Getzlaf (E. Kane, C. Perry) - 32 min 46 s R. Nugent-Hopkins (J. Tavares, P. Sharp) - 34 min 11 s R. O'Reilly (A. Ladd) - 48 min 16 s | 1-0 1-1 2-1 3-1 4-1 5-1 | 14 min 25 s - S. Kastsitsyne (I. Kovyrchine, A. Kastsitsyne) | Arbitrage : Georg Jablukov Steve Patafie Masi Puolakka Andre Schrader |
| Cam Ward         | Gardiens | Dzmitry Miltchakow      |                                                              | Arbitrage : Georg Jablukov Steve Patafie Masi Puolakka Andre Schrader |
| 58 min           | Pénalités | 45 min                  |                                                              | Arbitrage : Georg Jablukov Steve Patafie Masi Puolakka Andre Schrader |
| 28               | Tirs | 18                      |                                                              | Arbitrage : Georg Jablukov Steve Patafie Masi Puolakka Andre Schrader |

| 15 mai 2012 | Slovaquie | 5-4 (2-2, 1-1, 2-1) | France | Hartwall Arena 7 481 spectateurs |

| Feuille de match | Feuille de match | Feuille de match                    | Feuille de match | Feuille de match                                                   |
| ---------------- | --- | ----------------------------------- | --- | ------------------------------------------------------------------ |
|                  | M. Bartovič (M. Bližňák, A. Sekera) – 2 min 36 s T. Kopecký (B. Radivojevič) – 6 min 50 s M. Handzuš (Z. Chára, A. Sekera) (SN) – 35 min 26 s B. Radivojevič – 40 min 39 s B. Radivojevič (A. Sekera) (SN) – 50 min 27 s | 1-0 2-0 2-1 2-2 3-2 3-3 4-3 4-4 5-4 | 7 min 11 s – Y. Treille (A. Rouleau, J. Desrosiers) 15 min 00 s – T. Da Costa 39 min 21 s – D. Fleury (L. Meunier) 45 min 17 s – A. Roussel (S. Da Costa) | Arbitrage : Antonín Jeřábek Brent Reiber Sirko Schulz Jesse Wilmot |
| Ján Laco         | Gardiens | Cristobal Huet                      | | Arbitrage : Antonín Jeřábek Brent Reiber Sirko Schulz Jesse Wilmot |
| 4 min            | Pénalités | 20 min                              | | Arbitrage : Antonín Jeřábek Brent Reiber Sirko Schulz Jesse Wilmot |
| 29               | Tirs | 28                                  | | Arbitrage : Antonín Jeřábek Brent Reiber Sirko Schulz Jesse Wilmot |

| 15 mai 2012 | États-Unis | 5-2 (0-0, 2-1, 3-1) | Suisse | Hartwall Arena 9 212 spectateurs |

| Feuille de match | Feuille de match | Feuille de match            | Feuille de match                                                                                | Feuille de match                                                         |
| ---------------- | --- | --------------------------- | ----------------------------------------------------------------------------------------------- | ------------------------------------------------------------------------ |
|                  | B. Ryan (M. Pacioretty, C. Fowler) – 22 min 39 s C. Fowler (P. Stastny) – 36 min 52 s P. Stastny (B. Ryan, M. Pacioretty) (SN) – 45 min 22 s A. Goligoski (J. Abdelkader, K. Palmieri) – 26 min 04 s J. Petry (P. Stastny) – 54 min 59 s | 0-1 1-1 2-1 3-1 4-1 4-2 5-2 | 20 min 21 s – I. Rüthemann (D. Brunner, K. Romy) 54 min 43 s – M. Trachsler (B. Plüss, R. Josi) | Arbitrage : Martin Fraňo Christer Lärking Jon Killian Sergueï Chelianine |
| Jimmy Howard     | Gardiens | Reto Berra                  |                                                                                                 | Arbitrage : Martin Fraňo Christer Lärking Jon Killian Sergueï Chelianine |
| 10 min           | Pénalités | 8 min                       |                                                                                                 | Arbitrage : Martin Fraňo Christer Lärking Jon Killian Sergueï Chelianine |
| 24               | Tirs | 27                          |                                                                                                 | Arbitrage : Martin Fraňo Christer Lärking Jon Killian Sergueï Chelianine |

##### Classement
|   | Équipe      | PJ | V | VP | DP | D | BP | BC | Diff. | Pts |
| 1 | Canada      | 7  | 6 | 0  | 1  | 0 | 35 | 15 | +20   | 19  |
| 2 | États-Unis  | 7  | 4 | 2  | 0  | 1 | 32 | 17 | +15   | 16  |
| 3 | Finlande    | 7  | 5 | 0  | 0  | 2 | 21 | 14 | +7    | 15  |
| 4 | Slovaquie   | 7  | 5 | 0  | 0  | 2 | 21 | 13 | +8    | 15  |
| 5 | France      | 7  | 3 | 0  | 0  | 4 | 21 | 32 | -11   | 9   |
| 6 | Suisse      | 7  | 2 | 0  | 0  | 5 | 16 | 21 | -5    | 6   |
| 7 | Biélorussie | 7  | 1 | 0  | 0  | 6 | 11 | 23 | -12   | 3   |
| 8 | Kazakhstan  | 7  | 0 | 0  | 1  | 6 | 11 | 33 | -22   | 1   |

#### Groupe B (Stockholm)

##### Matchs
À l'heure de Stockholm.
| 4 mai 2012 | Allemagne | 3-0 (1-0, 1-0, 1-0) | Italie | Ericsson Globe 1 033 spectateurs |

| Feuille de match | Feuille de match                                                                                                  | Feuille de match  | Feuille de match | Feuille de match                                                           |
| ---------------- | --- | ----------------- | ---------------- | -------------------------------------------------------------------------- |
|                  | 16 min 16 s, Schubert (Ullmann) 22 min 42 s, Reimer (Ullmann, Gogulla) 45 min 11 s, Fischer (Gogulla, Ullmann) SN | 1-0 2-0 3-0       |                  | Arbitrage : Danny Kurmann Steve Patafie Pierre Dehaen François Dussureault |
| Dennis Endras    | Gardiens | Daniel Bellissimo |                  | Arbitrage : Danny Kurmann Steve Patafie Pierre Dehaen François Dussureault |
| 6 min            | Pénalités | 10 min            |                  | Arbitrage : Danny Kurmann Steve Patafie Pierre Dehaen François Dussureault |
| 46               | Tirs | 22                |                  | Arbitrage : Danny Kurmann Steve Patafie Pierre Dehaen François Dussureault |

| 4 mai 2012 | Tchéquie | 2-0 (0-0, 1-0, 1-0) | Danemark | Ericsson Globe 1 610 spectateurs |

| Feuille de match | Feuille de match                                                               | Feuille de match  | Feuille de match | Feuille de match                                                      |
| ---------------- | ------------------------------------------------------------------------------ | ----------------- | ---------------- | --------------------------------------------------------------------- |
|                  | 39 min 55 s, Hemský (Nedvěd, Plekanec) 57 min 21 s, Tenkrát (Frolík, Plekanec) | 1-0 2-0           |                  | Arbitrage : Keith Kaval David Lewis Jonathan Morisson Sakari Suominen |
| Jakub Kovář      | Gardiens                                                                       | Frederik Andersen |                  | Arbitrage : Keith Kaval David Lewis Jonathan Morisson Sakari Suominen |
| 8 min            | Pénalités                                                                      | 8 min             |                  | Arbitrage : Keith Kaval David Lewis Jonathan Morisson Sakari Suominen |
| 24               | Tirs                                                                           | 26                |                  | Arbitrage : Keith Kaval David Lewis Jonathan Morisson Sakari Suominen |

| 4 mai 2012 | Suède | 3-1 (1-0, 1-1, 1-0) | Norvège | Ericsson Globe 7 770 spectateurs |

| Feuille de match | Feuille de match | Feuille de match | Feuille de match                        | Feuille de match                                                         |
| ---------------- | --- | ---------------- | --------------------------------------- | ------------------------------------------------------------------------ |
|                  | J. Silfverberg (E. Karlsson, C. Järnkrok) (SN) – 16 min 48 s M. Krüger (N. Hjalmarsson, D. Alfredsson) – 22 min 29 s L. Eriksson (H. Zetterberg, D. Alfredsson) – 44 min 18 s | 1-0 1-1 2-1 3-1  | 20 min 20 s – M. Hansen (P.-Å. Skrøder) | Arbitrage : Vladimír Baluška Brent Reiber Anton Semionov Miroslav Valach |
| Jhonas Enroth    | Gardiens | Lars Haugen      |                                         | Arbitrage : Vladimír Baluška Brent Reiber Anton Semionov Miroslav Valach |
| 18 min           | Pénalités | 16 min           |                                         | Arbitrage : Vladimír Baluška Brent Reiber Anton Semionov Miroslav Valach |
| 44               | Tirs | 20               |                                         | Arbitrage : Vladimír Baluška Brent Reiber Anton Semionov Miroslav Valach |

| 5 mai 2012 | Lettonie | 2-5 (1-0, 0-2, 1-3) | Russie | Ericsson Globe 5 219 spectateurs |

| Feuille de match | Feuille de match                                                                                     | Feuille de match            | Feuille de match | Feuille de match                                                         |
| ---------------- | --- | --------------------------- | --- | ------------------------------------------------------------------------ |
|                  | M. Indrašis (G. Galviņš, J. Sprukts) – 11 min 32 s M. Cipulis (G. Pujacs, O. Bārtulis) – 55 min 21 s | 1-0 1-1 1-2 1-3 1-4 2-4 2-5 | 33 min 45 s – I. Nikouline (A. Perejoguine, I. Malkine) (SN) 36 min 29 s – I. Malkine (I. Nikouline) (SN) 36 min 29 s – I. Malkine (A. Popov) 50 min 53 s – A. Popov (A. Perejoguine) 56 min 53 s – I. Kouznetsov (N. Kouliomine) | Arbitrage : Keith Kaval David Lewis François Dussureault Sakari Suominen |
| Edgars Masaļskis | Gardiens                                                                                             | Semion Varlamov             | | Arbitrage : Keith Kaval David Lewis François Dussureault Sakari Suominen |
| 6 min            | Pénalités                                                                                            | 8 min                       | | Arbitrage : Keith Kaval David Lewis François Dussureault Sakari Suominen |
| 26               | Tirs                                                                                                 | 40                          | | Arbitrage : Keith Kaval David Lewis François Dussureault Sakari Suominen |

| 5 mai 2012 | Suède | 4-1 (1-0, 1-0, 2-1) | Tchéquie | Ericsson Globe 10 076 spectateurs |

| Feuille de match | Feuille de match | Feuille de match    | Feuille de match                        | Feuille de match                                              |
| ---------------- | --- | ------------------- | --------------------------------------- | ------------------------------------------------------------- |
|                  | J. Franzén (L. Eriksson, H. Zetterberg) – 2 min 42 s N. Kronwall (H. Zetterberg) – 20 min 50 s J. Lundqvist (N. Persson, J. Larsson) – 50 min 24 s N. Persson (V. Hedman, J. Lundqvist) (cage vide) – 58 min 04 s | 1-0 2-0 2-1 3-1 4-1 | 43 min 44 s – J. Petružálek (A. Hemsky) | Arbitrage : Antti Boman Jari Levonen Roger Arm Ivan Dedioulia |
| Viktor Fasth     | Gardiens | Jakub Štěpánek      |                                         | Arbitrage : Antti Boman Jari Levonen Roger Arm Ivan Dedioulia |
| 8 min            | Pénalités | 6 min               |                                         | Arbitrage : Antti Boman Jari Levonen Roger Arm Ivan Dedioulia |
| 20               | Tirs | 17                  |                                         | Arbitrage : Antti Boman Jari Levonen Roger Arm Ivan Dedioulia |

| 6 mai 2012 | Danemark | 3-4 (pr) (0-2, 3-1, 0-0, 0-1) | Italie | Ericsson Globe 2 878 spectateurs |

| Feuille de match  | Feuille de match | Feuille de match            | Feuille de match | Feuille de match                                                        |
| ----------------- | --- | --------------------------- | --- | ----------------------------------------------------------------------- |
|                   | L. Eller (F. Nielsen, J. Jensen) – 20 min 14 s J. Jensen (M. Green, D. Nielsen) – 24 min 42 s J. Jensen – 31 min 53 s | 0-1 0-2 1-2 2-2 3-2 3-3 3-4 | 14 min 12 s – L. Ansoldi (G. Scandella) 14 min 30 s – M. de Marchi (N. Fontanive) 33 min 56 s – M. de Marchi (G. Scandella, N. Plastino) 60 min 52 s – G. Scandella | Arbitrage : Vladimír Baluška Antti Boman Ivan Dedioulia Miroslav Valach |
| Frederik Andersen | Gardiens | Daniel Bellissimo           | | Arbitrage : Vladimír Baluška Antti Boman Ivan Dedioulia Miroslav Valach |
| 6 min             | Pénalités | 8 min                       | | Arbitrage : Vladimír Baluška Antti Boman Ivan Dedioulia Miroslav Valach |
| 35                | Tirs | 24                          | | Arbitrage : Vladimír Baluška Antti Boman Ivan Dedioulia Miroslav Valach |

| 6 mai 2012 | Russie | 4-2 (0-0, 3-2, 1-0) | Norvège | Ericsson Globe 4 438 spectateurs |

| Feuille de match | Feuille de match | Feuille de match            | Feuille de match                                                                                                | Feuille de match                                                    |
| ---------------- | --- | --------------------------- | --- | ------------------------------------------------------------------- |
|                  | I. Kouznetsov (D. Kalinine, A. Iemeline) (SN) – 21 min 21 s D. Denissov (I. Medvedev, I. Kouznetsov) – 27 min 01 s N. Kouliomine (I. Malkine) – 32 min 46 s A. Perejoguine (I. Malkine) – 40 min 40 s | 1-0 1-1 1-2 1-3 1-4 2-4 2-5 | 30 min 34 s – M. Ask (J. Holøs, P. Thoresen) (double SN) 35 min 52 s – M. Holtet (P.-Å. Skrøder, J. Holøs) (SN) | Arbitrage : Danny Kurmann Steve Patafie Roger Arm Jonathan Morisson |
| Semion Varlamov  | Gardiens | Lars Volden                 | | Arbitrage : Danny Kurmann Steve Patafie Roger Arm Jonathan Morisson |
| 8 min            | Pénalités | 10 min                      | | Arbitrage : Danny Kurmann Steve Patafie Roger Arm Jonathan Morisson |
| 46               | Tirs | 21                          | | Arbitrage : Danny Kurmann Steve Patafie Roger Arm Jonathan Morisson |

| 6 mai 2012 | Allemagne | 2-3 (0-1, 2-1, 0-1) | Lettonie | Ericsson Globe 4 162 spectateurs |

| Feuille de match | Feuille de match                                                                                  | Feuille de match    | Feuille de match | Feuille de match                                                   |
| ---------------- | ------------------------------------------------------------------------------------------------- | ------------------- | --- | ------------------------------------------------------------------ |
|                  | J. Tripp (K. Hospelt, K. Lavallee) – 24 min 58 s K. Hospelt (P. Reimer, P. Gogulla) – 32 min 03 s | 0-1 0-2 1-2 2-2 2-3 | 11 min 09 s – M. Indrašis (J. Sprukts, G. Galviņš) 23 min 10 s – M. Rēdlihs (J. Sprukts, M. Indrašis) 52 min 15 s – A. Širokovs (K. Daugaviņš) (SN) | Arbitrage : Jari Levonen Brent Reiber Pierre Dehaen Anton Semionov |
| Dennis Endras    | Gardiens                                                                                          | Edgars Masaļskis    | | Arbitrage : Jari Levonen Brent Reiber Pierre Dehaen Anton Semionov |
| 6 min            | Pénalités                                                                                         | 0 min               | | Arbitrage : Jari Levonen Brent Reiber Pierre Dehaen Anton Semionov |
| 37               | Tirs                                                                                              | 27                  | | Arbitrage : Jari Levonen Brent Reiber Pierre Dehaen Anton Semionov |

| 7 mai 2012 | Tchéquie | 4-3 (TB) (1-1, 1-1, 1-1, 0-0, 1-0) | Norvège | Ericsson Globe 3 383 spectateurs |

| Feuille de match | Feuille de match | Feuille de match            | Feuille de match | Feuille de match                                                        |
| ---------------- | --- | --------------------------- | --- | ----------------------------------------------------------------------- |
|                  | A. Hemsky (P. Nedvěd) – 16 min 41 s D. Krejčí (P. Tenkrát) – 37 min 04 s M. Frolík (T. Plekanec, M. Michálek)– 47 min 56 s A. Hemsky | 0-1 1-1 1-2 2-2 3-2 3-3 4-3 | 11 min 16 s – M. Olimb (J. Holøs, M. Ask) (double SN) 21 min 39 s – LE. Spets (A. Bastiansen, M. Olimb) 50 min 51 s – J. Holøs (A. Bonsaksen, P. Thoresen) | Arbitrage : David Lewis Brent Reiber Pierre Dehaen François Dussureault |
| Jakub Kovář      | Gardiens | Lars Haugen                 | | Arbitrage : David Lewis Brent Reiber Pierre Dehaen François Dussureault |
| 8 min            | Pénalités | 4 min                       | | Arbitrage : David Lewis Brent Reiber Pierre Dehaen François Dussureault |
| 31               | Tirs | 31                          | | Arbitrage : David Lewis Brent Reiber Pierre Dehaen François Dussureault |

| 7 mai 2012 | Danemark | 4-6 (1-4, 1-2, 2-0) | Suède | Ericsson Globe 8 119 spectateurs |

| Feuille de match  | Feuille de match | Feuille de match                        | Feuille de match | Feuille de match                                                      |
| ----------------- | --- | --------------------------------------- | --- | --------------------------------------------------------------------- |
|                   | N. Hardt (J. Hansen, P. Larsen) (double SN) – 18 min 27 s N. Hardt (F. Nielsen, L. Eller) (SN) – 38 min 47 s L. Eller (N. Hardt, F. Nielsen) – 40 min 21 s M. Green (J. Hansen, D. Nielsen) – 51 min 27 s | 0-1 0-2 0-3 0-4 1-4 1-5 1-6 2-6 3-6 4-6 | 2 min 06 s – V. Stålberg (M. Krüger, N. Hjalmarsson) 6 min 06 s – L. Eriksson (J. Franzén) (SN) 11 min 05 s – L. Eriksson (H. Zetterberg, J. Franzén) (SN) 11 min 43 s – V. Stålberg (M. Krüger, G. Landeskog) 20 min 43 s – D. Alfredsson (L. Eriksson, S. Kronwall) 29 min 16 s – H. Zetterberg (S. Kronwall, J. Franzén) | Arbitrage : Keith Kaval Steve Patafie Sakari Suominen Miroslav Valach |
| Frederik Andersen | Gardiens | Jhonas Enroth                           | | Arbitrage : Keith Kaval Steve Patafie Sakari Suominen Miroslav Valach |
| 10 min            | Pénalités | 12 min                                  | | Arbitrage : Keith Kaval Steve Patafie Sakari Suominen Miroslav Valach |
| 18                | Tirs | 42                                      | | Arbitrage : Keith Kaval Steve Patafie Sakari Suominen Miroslav Valach |

| 8 mai 2012 | Lettonie | 5-0 (1-0, 2-0, 2-0) | Italie | Ericsson Globe 2 785 spectateurs |

| Feuille de match | Feuille de match | Feuille de match                 | Feuille de match | Feuille de match                                                             |
| ---------------- | --- | -------------------------------- | ---------------- | ---------------------------------------------------------------------------- |
|                  | R. Ķēniņš (A. Bērziņš) – 18 min 24 s G. Meija (R. Ķēniņš, O. Bārtulis) – 24 min 16 s O. Bārtulis (M. Cipulis) – 37 min 54 s M. Indrašis (J. Sprukts, G. Galviņš) – 40 min 43 s K. Rēdlihs (SN) – 42 min 31 s | 1-0 2-0 3-0 4-0 5-0              |                  | Arbitrage : Keith Kaval Konstantin Olenine Jonathan Morisson Sakari Suominen |
| Edgars Masaļskis | Gardiens | Daniel Bellissimo Thomas Tragust |                  | Arbitrage : Keith Kaval Konstantin Olenine Jonathan Morisson Sakari Suominen |
| 4 min            | Pénalités | 14 min                           |                  | Arbitrage : Keith Kaval Konstantin Olenine Jonathan Morisson Sakari Suominen |
| 35               | Tirs | 23                               |                  | Arbitrage : Keith Kaval Konstantin Olenine Jonathan Morisson Sakari Suominen |

| 8 mai 2012 | Russie | 2-0 (1-0, 0-0, 1-0) | Allemagne | Ericsson Globe 2 897 spectateurs |

| Feuille de match | Feuille de match                                                                                             | Feuille de match   | Feuille de match | Feuille de match                                                             |
| ---------------- | --- | ------------------ | ---------------- | ---------------------------------------------------------------------------- |
|                  | N. Jerdev (I. Medvedev, I. Malkine) – 19 min 51 s A. Terechtchenko (S. Chirokov, N. Jerdev) SN – 50 min 35 s | 1-0 2-0            |                  | Arbitrage : Vladimír Baluška Antti Boman Ivan Dedioulia François Dussureault |
| Semion Varlamov  | Gardiens | Dimitrij Kotschnew |                  | Arbitrage : Vladimír Baluška Antti Boman Ivan Dedioulia François Dussureault |
| 10 min           | Pénalités | 10 min             |                  | Arbitrage : Vladimír Baluška Antti Boman Ivan Dedioulia François Dussureault |
| 26               | Tirs | 30                 |                  | Arbitrage : Vladimír Baluška Antti Boman Ivan Dedioulia François Dussureault |

| 9 mai 2012 | Norvège | 6-2 (2-1, 2-1, 2-0) | Italie | Ericsson Globe 1 357 spectateurs |

| Feuille de match | Feuille de match | Feuille de match                | Feuille de match                                                                     | Feuille de match                                                           |
| ---------------- | --- | ------------------------------- | ------------------------------------------------------------------------------------ | -------------------------------------------------------------------------- |
|                  | M. Trygg (M. Olimb) – 3 min 06 s P. Thoresen (P-Å. Skrøder, A. Bastiansen) – 16 min 51 s M. Holtet (P-Å. Skrøder, P. Thoresen) (SN) – 24 min 27 s A. Bastiansen (M. Olimb, LE. Spets) – 30 min 35 s M. Trygg (L. Haugen) (IN) – 48 min 11 s P-Å. Skrøder (P. Thoresen, M. Holtet) (SN) – 54 min 49 s | 1-0 1-1 2-1 3-1 4-1 4-2 5-2 6-2 | 5 min 11 s – L. Ansoldi (D. Tudin) 32 min 35 s – A. Egger (T. Larkin, V. Rocco) (SN) | Arbitrage : Vladimír Baluška Viatcheslav Boulanov Roger Arm Anton Semionov |
| Lars Haugen      | Gardiens | Daniel Bellissimo               |                                                                                      | Arbitrage : Vladimír Baluška Viatcheslav Boulanov Roger Arm Anton Semionov |
| 24 min           | Pénalités | 14 min                          |                                                                                      | Arbitrage : Vladimír Baluška Viatcheslav Boulanov Roger Arm Anton Semionov |
| 39               | Tirs | 18                              |                                                                                      | Arbitrage : Vladimír Baluška Viatcheslav Boulanov Roger Arm Anton Semionov |

| 9 mai 2012 | Suède | 5-2 (1-1, 2-1, 2-0) | Allemagne | Ericsson Globe 11 500 spectateurs |

| Feuille de match | Feuille de match | Feuille de match            | Feuille de match                                                                       | Feuille de match                                                           |
| ---------------- | --- | --------------------------- | -------------------------------------------------------------------------------------- | -------------------------------------------------------------------------- |
|                  | M. Krüger (G. Landeskog, V. Hedman) – 1 min 17 s V. Stålberg (N. Hjalmarsson) – 26 min 38 s E. Karlsson (H. Zetterberg, L. Eriksson) (SN) – 28 min 14 s N. Persson (J. Larsson) – 42 min 30 s J. Franzén (H. Zetterberg) – 48 min 32 s | 1-0 1-1 2-1 3-1 3-2 4-2 5-2 | 19 min 59 s – P. Gogulla (K. Hospelt) 36 min 58 s – P. Reimer (C. Fischer, P. Gogulla) | Arbitrage : Danny Kurmann Konstantin Olenine Pierre Dehaen Miroslav Valach |
| Viktor Fasth     | Gardiens | Dennis Endras               |                                                                                        | Arbitrage : Danny Kurmann Konstantin Olenine Pierre Dehaen Miroslav Valach |
| 45 min           | Pénalités | 17 min                      |                                                                                        | Arbitrage : Danny Kurmann Konstantin Olenine Pierre Dehaen Miroslav Valach |
| 2                | Tirs | 6                           |                                                                                        | Arbitrage : Danny Kurmann Konstantin Olenine Pierre Dehaen Miroslav Valach |

| 10 mai 2012 | Danemark | 1-3 (1-2, 0-1, 0-0) | Russie | Ericsson Globe 2 117 spectateurs |

| Feuille de match | Feuille de match      | Feuille de match   | Feuille de match | Feuille de match                                                           |
| ---------------- | --------------------- | ------------------ | --- | -------------------------------------------------------------------------- |
|                  | L. Eller – 4 min 11 s | 0-1 1-1 1-2 1-3    | 2 min 08 s – I. Medvedev (S. Chirokov, N. Jerdev) 13 min 35 s – I. Malkine (A. Perejoguine, I. Nikouline) 26 min 32 s – D. Kalinine (I. Kouznetsov, S. Chirokov) | Arbitrage : Lars Brüggemann Morgan Johansson Pierre Dehaen Sakari Suominen |
| Simon Nielsen    | Gardiens              | Konstantin Barulin | | Arbitrage : Lars Brüggemann Morgan Johansson Pierre Dehaen Sakari Suominen |
| 6 min            | Pénalités             | 2 min              | | Arbitrage : Lars Brüggemann Morgan Johansson Pierre Dehaen Sakari Suominen |
| 36               | Tirs                  | 52                 | | Arbitrage : Lars Brüggemann Morgan Johansson Pierre Dehaen Sakari Suominen |

| 10 mai 2012 | Tchéquie | 3-1 (0-0, 1-1, 2-0) | Lettonie | Ericsson Globe 2 570 spectateurs |

| Feuille de match | Feuille de match | Feuille de match | Feuille de match                     | Feuille de match                                                                |
| ---------------- | --- | ---------------- | ------------------------------------ | ------------------------------------------------------------------------------- |
|                  | M. Michálek (J. Nakládal, T. Plekanec) – 28 min 58 s P. Nedvěd (O. Němec, P. Čáslava) – 50 min 50 s T. Plekanec (M. Blaťák) (SN) – 53 min 22 s | 0-1 1-1 2-1 3-1  | 23 min 55 s – A. Bērziņš (R. Ķēniņš) | Arbitrage : Viatcheslav Boulanov Danny Kurmann Ivan Dedioulia Jonathan Morisson |
| Jakub Kovář      | Gardiens | Edgars Masaļskis |                                      | Arbitrage : Viatcheslav Boulanov Danny Kurmann Ivan Dedioulia Jonathan Morisson |
| 12 min           | Pénalités | 10 min           |                                      | Arbitrage : Viatcheslav Boulanov Danny Kurmann Ivan Dedioulia Jonathan Morisson |
| 34               | Tirs | 26               |                                      | Arbitrage : Viatcheslav Boulanov Danny Kurmann Ivan Dedioulia Jonathan Morisson |

| 11 mai 2012 | Italie | 0-6 (0-2, 0-3, 0-1) | Tchéquie | Ericsson Globe 2 753 spectateurs |

| Feuille de match | Feuille de match | Feuille de match        | Feuille de match | Feuille de match                                                               |
| ---------------- | ---------------- | ----------------------- | --- | ------------------------------------------------------------------------------ |
|                  |                  | 0-1 0-2 0-3 0-4 0-5 0-6 | 5 min 56 s – P. Nedvěd (D. Krejčí, J. Nakládal) (SN) 12 min 45 s – J. Novotný (J. Petružálek) 27 min 15 s – P. Čáslava (P. Tenkrát) (IN) 31 min 45 s – A. Hemsky (M. Erat) (SN) 32 min 45 s – P. Čáslava (J. Petružálek, P. Koukal) 54 min 29 s – M. Erat (L. Krajíček) (SN) | Arbitrage : Morgan Johansson Konstantin Olenine Anton Semionov Miroslav Valach |
| Thomas Tragust   | Gardiens         | Jakub Štěpánek          | | Arbitrage : Morgan Johansson Konstantin Olenine Anton Semionov Miroslav Valach |
| 12 min           | Pénalités        | 8 min                   | | Arbitrage : Morgan Johansson Konstantin Olenine Anton Semionov Miroslav Valach |
| 20               | Tirs             | 41                      | | Arbitrage : Morgan Johansson Konstantin Olenine Anton Semionov Miroslav Valach |

| 11 mai 2012 | Russie | 7-3 (1-2, 2-1, 4-0) | Suède | Ericsson Globe 11 500 spectateurs |

| Feuille de match | Feuille de match | Feuille de match                        | Feuille de match | Feuille de match                                                   |
| ---------------- | --- | --------------------------------------- | --- | ------------------------------------------------------------------ |
|                  | A. Popov (I. Malkine) – 10 min 27 s I. Malkine (I. Birioukov, I. Kouznetsov) (SN) – 36 min 00 s A. Iemeline (P. Datsiouk, D. Kalinine) (double SN) – 38 min 27 s A. Perejoguine (I. Medvedev – 40 min 15 s I Malkine (A. Popov) – 42 min 40 s I. Malkine (A. Popov) – 51 min 08 s D. Denissov (I. Malkine, A. Popov) – 59 min 06 s | 0-1 1-1 1-2 1-3 2-3 3-3 4-3 5-3 6-3 7-3 | 5 min 57 s – E. Karlsson (V. Stalberg, D. Alfredsson (SN) 14 min 33 s – H. Zetterberg (D. Alfredsson, L. Eriksson (SN) 29 min 36 s – J. Franzén (L. Eriksson, H. Zetterberg) (DN) | Arbitrage : Antti Boman Keith Kaval Roger Arm François Dussureault |
| Semion Varlamov  | Gardiens | Viktor Fasth                            | | Arbitrage : Antti Boman Keith Kaval Roger Arm François Dussureault |
| 37 min           | Pénalités | 10 min                                  | | Arbitrage : Antti Boman Keith Kaval Roger Arm François Dussureault |
| 36               | Tirs | 46                                      | | Arbitrage : Antti Boman Keith Kaval Roger Arm François Dussureault |

| 12 mai 2012 | Norvège | 3-0 (1-0, 2-0, 0-0) | Lettonie | Ericsson Globe 5 332 spectateurs |

| Feuille de match | Feuille de match | Feuille de match | Feuille de match | Feuille de match                                                               |
| ---------------- | --- | ---------------- | ---------------- | ------------------------------------------------------------------------------ |
|                  | 12 min 43 s – J. Holøs 25 min 54 s – A. Martinsen (M. Trygg, M. Ask) 38 min 43 s – P. Thoresen (M. Hansen, P-Å. Skrøder) | 1-0 2-0 3-0      |                  | Arbitrage : Lars Brüggemann Konstantin Olenine Sakari Suominen Miroslav Valach |
| Lars Haugen      | Gardiens | Edgars Masaļskis |                  | Arbitrage : Lars Brüggemann Konstantin Olenine Sakari Suominen Miroslav Valach |
| 8 min            | Pénalités | 22 min           |                  | Arbitrage : Lars Brüggemann Konstantin Olenine Sakari Suominen Miroslav Valach |
| 30               | Tirs | 25               |                  | Arbitrage : Lars Brüggemann Konstantin Olenine Sakari Suominen Miroslav Valach |

| 12 mai 2012 | Allemagne | 2-1 (0-0, 1-1, 1-0) | Danemark | Ericsson Globe 5 107 spectateurs |

| Feuille de match | Feuille de match                                                                                       | Feuille de match  | Feuille de match                    | Feuille de match                                                    |
| ---------------- | --- | ----------------- | ----------------------------------- | ------------------------------------------------------------------- |
|                  | T. Greilinger (C. Fischer, E. Kaufmann) – 37 min 10 s P. Gogulla (P. Reimer, C. Ullmann) – 48 min 24 s | 0-1 1-1 2-1       | 21 min 35 s – M. Green (K. Starkov) | Arbitrage : Vladimír Baluška Danny Kurmann Roger Arm Ivan Dedioulia |
| Dennis Endras    | Gardiens                                                                                               | Frederik Andersen |                                     | Arbitrage : Vladimír Baluška Danny Kurmann Roger Arm Ivan Dedioulia |
| 6 min            | Pénalités                                                                                              | 2 min             |                                     | Arbitrage : Vladimír Baluška Danny Kurmann Roger Arm Ivan Dedioulia |
| 27               | Tirs                                                                                                   | 28                |                                     | Arbitrage : Vladimír Baluška Danny Kurmann Roger Arm Ivan Dedioulia |

| 12 mai 2012 | Italie | 0-4 (0-2, 0-1, 0-1) | Suède | Ericsson Globe 8 979 spectateurs |

| Feuille de match                 | Feuille de match | Feuille de match | Feuille de match | Feuille de match                                                              |
| -------------------------------- | ---------------- | ---------------- | --- | ----------------------------------------------------------------------------- |
|                                  |                  | 0-1 0-2 0-3 0-4  | 5 min 13 s – M. Krüger (E. Karlsson, D. Alfredsson) 19 min 12 s – S. Kronwall (G. Landeskog) 25 min 45 s – E. Karlsson (H. Zetterberg) (double SN) 41 min 45 s – G. Landeskog (L. Eriksson, H. Zetterberg) | Arbitrage : Antti Boman Viatcheslav Boulanov Jonathan Morisson Anton Semionov |
| Daniel Bellissimo Thomas Tragust | Gardiens         | Viktor Fasth     | | Arbitrage : Antti Boman Viatcheslav Boulanov Jonathan Morisson Anton Semionov |
| 16 min                           | Pénalités        | 6 min            | | Arbitrage : Antti Boman Viatcheslav Boulanov Jonathan Morisson Anton Semionov |
| 19                               | Tirs             | 42               | | Arbitrage : Antti Boman Viatcheslav Boulanov Jonathan Morisson Anton Semionov |

| 13 mai 2012 | Russie | 2-0 (1-0, 0-0, 1-0) | Tchéquie | Ericsson Globe 5 341 spectateurs |

| Feuille de match     | Feuille de match                                                              | Feuille de match | Feuille de match | Feuille de match                                                                 |
| -------------------- | ----------------------------------------------------------------------------- | ---------------- | ---------------- | -------------------------------------------------------------------------------- |
|                      | A. Perejoguine (I. Nikouline) – 24 s I. Malkine (A. Popov) (SN) – 40 min 44 s | 1-0 2-0          |                  | Arbitrage : Lars Brüggemann Danny Kurmann François Dussureault Jonathan Morisson |
| Konstantin Barouline | Gardiens                                                                      | Jakub Kovář      |                  | Arbitrage : Lars Brüggemann Danny Kurmann François Dussureault Jonathan Morisson |
| 8 min                | Pénalités                                                                     | 8 min            |                  | Arbitrage : Lars Brüggemann Danny Kurmann François Dussureault Jonathan Morisson |
| 23                   | Tirs                                                                          | 30               |                  | Arbitrage : Lars Brüggemann Danny Kurmann François Dussureault Jonathan Morisson |

| 13 mai 2012 | Allemagne | 4-12 (0-3, 1-6, 3-3) | Norvège | Ericsson Globe 2 462 spectateurs |

| Feuille de match                 | Feuille de match | Feuille de match                                                      | Feuille de match | Feuille de match                                                          |
| -------------------------------- | --- | --------------------------------------------------------------------- | --- | ------------------------------------------------------------------------- |
|                                  | P. Reimer (P. Gogulla, C. Schubert) – 38 min 25 s J. Krueger (P. Gogulla) – 41 min 01 s M. Kink (K. Lavallee) – 46 min 27 s C. Fischer (K. Hospelt, P. Gogulla) (double SN) – 57 min 17 s | 0-1 0-2 0-3 0-4 0-5 0-6 0-7 0-8 0-9 1-9 1-10 2-10 2-11 3-11 3-12 4-12 | 20 s – P. Thoresen (M. Hansen, P-Å. Skrøder) 1 min 28 s – P. Thoresen (M. Holtet) (SN) 5 min 07 s – M. Røymark (M. Holtet) 23 min 16 s – LE. Spets (M. Olimb, A. Bastiansen) 24 min 12 s – J. Kaunismäki (M. Ask, KA. Olimb) 27 min 52 s – J. Holøs (P. Thoresen, M. Ask) (SN) 32 min 07 s – P. Thoresen (M. Ask, H. Solberg) 33 min 24 s – P-Å. Skrøder (M. Olimb, M. Ask) (SN) 34 min 07 s – M. Trygg (P. Thoresen, M. Hansen) (SN) 40 min 44 s – P-Å. Skrøder (P. Thoresen, M. Hansen) 43 min 15 s – M. Hansen (A. Bastiansen, J. Kaunismäki) 52 min 05 s – M. Trygg (M. Hansen) | Arbitrage : Viatcheslav Boulanov Keith Kaval Ivan Dedioulia Pierre Dehaen |
| Dennis Endras Dimitrij Kotschnew | Gardiens | Lars Haugen                                                           | | Arbitrage : Viatcheslav Boulanov Keith Kaval Ivan Dedioulia Pierre Dehaen |
| 26 min                           | Pénalités | 12 min                                                                | | Arbitrage : Viatcheslav Boulanov Keith Kaval Ivan Dedioulia Pierre Dehaen |
| 29                               | Tirs | 32                                                                    | | Arbitrage : Viatcheslav Boulanov Keith Kaval Ivan Dedioulia Pierre Dehaen |

| 14 mai 2012 | Lettonie | 0-2 (0-0, 0-2, 0-0) | Danemark | Ericsson Globe 2 197 spectateurs |

| Feuille de match              | Feuille de match | Feuille de match  | Feuille de match                                                     | Feuille de match                                                        |
| ----------------------------- | ---------------- | ----------------- | -------------------------------------------------------------------- | ----------------------------------------------------------------------- |
|                               |                  | 0-1 0-2           | 24 min 48 s – M. Green (N. Hardt) 35 min 23 s – M. Madsen (L. Eller) | Arbitrage : Lars Brüggemann Viatcheslav Boulanov Roger Arm Jimmy Dahmen |
| Edgars Masaļskis Māris Jučers | Gardiens         | Frederik Andersen |                                                                      | Arbitrage : Lars Brüggemann Viatcheslav Boulanov Roger Arm Jimmy Dahmen |
| 10 min                        | Pénalités        | 22 min            |                                                                      | Arbitrage : Lars Brüggemann Viatcheslav Boulanov Roger Arm Jimmy Dahmen |
| 35                            | Tirs             | 28                |                                                                      | Arbitrage : Lars Brüggemann Viatcheslav Boulanov Roger Arm Jimmy Dahmen |

| 14 mai 2012 | Italie | 0-4 (0-1, 0-2, 0-1) | Russie | Ericsson Globe 2 336 spectateurs |

| Feuille de match | Feuille de match | Feuille de match                  | Feuille de match | Feuille de match                                                             |
| ---------------- | ---------------- | --------------------------------- | --- | ---------------------------------------------------------------------------- |
|                  |                  | 0-1 0-2 0-3 0-4                   | 10 min 35 s – P. Datsiouk (I. Kouznetsov) 24 min 28 s – I. Kouznetsov (N. Kouliomine, N. Nikitine) 28 min 07 s – I. Birioukov (I. Malkine, A. Perejoguine) 53 min 38 s – A. Popov (A. Perejoguine) | Arbitrage : Vladimír Baluška Morgan Johansson Anton Semionov Miroslav Valach |
| Thomas Tragust   | Gardiens         | Semion Varlamov Mikhaïl Birioukov | | Arbitrage : Vladimír Baluška Morgan Johansson Anton Semionov Miroslav Valach |
| 4 min            | Pénalités        | 2 min                             | | Arbitrage : Vladimír Baluška Morgan Johansson Anton Semionov Miroslav Valach |
| 29               | Tirs             | 40                                | | Arbitrage : Vladimír Baluška Morgan Johansson Anton Semionov Miroslav Valach |

| 15 mai 2012 | Norvège | 6-2 (0-0, 5-0, 1-2) | Danemark | Ericsson Globe 2 054 spectateurs |

| Feuille de match | Feuille de match | Feuille de match                | Feuille de match                                                         | Feuille de match                                                         |
| ---------------- | --- | ------------------------------- | ------------------------------------------------------------------------ | ------------------------------------------------------------------------ |
|                  | LE. Spets (M. Ask, M. Olimb) – 26 min 12 s M. Ask (KA. Olimb, A. Martinsen) – 27 min 29 s P-Å. Skrøder (P. Thoresen, C. Schubert) – 35 min 35 s J. Holøs (P. Thoresen, M. Hansen) (SN) – 37 min 53 s P. Thoresen (A. Martinsen, J. Holøs) (SN) – 39 min 39 s M. Trygg (P. Thoresen, P-Å. Skrøder) – 55 min 39 s | 1-0 2-0 3-0 4-0 5-0 5-1 5-2 6-2 | 43 min 03 s – M. Madsen (P. Hersby) 47 min 50 s – M. Poulsen (P. Larsen) | Arbitrage : Morgan Johansson Danny Kurmann Ivan Dedioulia Anton Semionov |
| Lars Haugen      | Gardiens | Frederik Andersen               |                                                                          | Arbitrage : Morgan Johansson Danny Kurmann Ivan Dedioulia Anton Semionov |
| 22 min           | Pénalités | 45 min                          |                                                                          | Arbitrage : Morgan Johansson Danny Kurmann Ivan Dedioulia Anton Semionov |
| 27               | Tirs | 28                              |                                                                          | Arbitrage : Morgan Johansson Danny Kurmann Ivan Dedioulia Anton Semionov |

| 15 mai 2012 | Tchéquie | 8-1 (3-1, 3-0, 2-0) | Allemagne | Ericsson Globe 2 114 spectateurs |

| Feuille de match           | Feuille de match | Feuille de match                    | Feuille de match                                          | Feuille de match                                                              |
| -------------------------- | --- | ----------------------------------- | --------------------------------------------------------- | ----------------------------------------------------------------------------- |
|                            | A. Hemsky (P. Průcha) — 1 min 58 s L. Krajíček (M. Vondrka, J. Novotný) — 10 min 34 s M. Erat (J. Nakládal, D. Krejčí) — 16 min 5 s (SN) P. Koukal (L. Krajíček, P. Čáslava) — 25 min 1 s (SN) D. Krejčí (P. Tenkrát) — 29 min 55 s (IN) J. Novotný (J. Petružálek) — 34 min 22 s P. Koukal (D. Krejčí, T. Plekanec) — 44 min 34 s (SN) M. Blaťák (D. Krejčí, T. Plekanec) — 46 min 42 s (SN) | 1-0 1-1 2-1 3-1 4-1 5-1 6-1 7-1 8-1 | T. Greilinger (C. Schubert, C. Ullmann) — 7 min 36 s (SN) | Arbitrage : Viatcheslav Boulanov Konstantin Olenine Roger Arm Sakari Suominen |
| Jakub Štěpánek Petr Mrázek | Gardiens | Dennis Endras                       |                                                           | Arbitrage : Viatcheslav Boulanov Konstantin Olenine Roger Arm Sakari Suominen |
| 4 min                      | Pénalités | 14 min                              |                                                           | Arbitrage : Viatcheslav Boulanov Konstantin Olenine Roger Arm Sakari Suominen |
| 39                         | Tirs | 18                                  |                                                           | Arbitrage : Viatcheslav Boulanov Konstantin Olenine Roger Arm Sakari Suominen |

| 15 mai 2012 | Suède | 4-0 (2-0, 1-0, 1-0) | Lettonie | Ericsson Globe 9 358 spectateurs |

| Feuille de match | Feuille de match | Feuille de match | Feuille de match | Feuille de match                                                             |
| ---------------- | --- | ---------------- | ---------------- | ---------------------------------------------------------------------------- |
|                  | L. Eriksson (H. Zetterberg, J. Franzén) – 4 min 39 s J. Silfverberg (E. Karlsson, N. Bäckström) (SN) – 14 min 40 s H. Zetterberg (D. Alfredsson) (SN) – 33 min 45 s J. Franzén (H. Zetterberg, E. Karlsson) (SN) – 52 min 18 s | 1-0 2-0 3-0 4-0  |                  | Arbitrage : Vladimír Baluška Lars Brüggemann Pierre Dehaen Jonathan Morisson |
| Viktor Fasth     | Gardiens | Māris Jučers     |                  | Arbitrage : Vladimír Baluška Lars Brüggemann Pierre Dehaen Jonathan Morisson |
| 6 min            | Pénalités | 33 min           |                  | Arbitrage : Vladimír Baluška Lars Brüggemann Pierre Dehaen Jonathan Morisson |
| 44               | Tirs | 22               |                  | Arbitrage : Vladimír Baluška Lars Brüggemann Pierre Dehaen Jonathan Morisson |

##### Classement
|   | Équipe    | PJ | V | VP | DP | D | BP | BC | Diff. | Pts |
| 1 | Russie    | 7  | 7 | 0  | 0  | 0 | 27 | 8  | +19   | 21  |
| 2 | Suède     | 7  | 6 | 0  | 0  | 1 | 29 | 15 | +10   | 18  |
| 3 | Tchéquie  | 7  | 4 | 1  | 0  | 2 | 24 | 11 | +13   | 14  |
| 4 | Norvège   | 7  | 4 | 0  | 1  | 2 | 33 | 19 | +14   | 13  |
| 5 | Lettonie  | 7  | 2 | 0  | 0  | 5 | 11 | 19 | -8    | 6   |
| 6 | Allemagne | 7  | 2 | 0  | 0  | 5 | 14 | 31 | -17   | 6   |
| 7 | Danemark  | 7  | 1 | 0  | 1  | 5 | 13 | 23 | -10   | 4   |
| 8 | Italie    | 7  | 0 | 1  | 0  | 6 | 6  | 31 | -25   | 2   |

### Phase finale
Les matchs disputés à l'Ericsson Globe sont à l'heure de Stockholm et les matchs disputés à la Hartwall Arena sont à l'heure d'Helsinki.
|  | Quarts de finale | Quarts de finale |           |          | Demi-finales           | Demi-finales |  |  | Finale   | Finale |
|  | Quarts de finale | Quarts de finale |           |          | Demi-finales           | Demi-finales |  |  | Finale   | Finale |
|  |                  |                  |           |          |                        |              |  |  |          |        |
|  |                  |                  |           |          |                        |              |  |  |          |        |
|  |                  |                  |           |          |                        |              |  |  |          |        |
|  | Canada           | 3                |           |          |                        |              |  |  |          |        |
|  | Canada           | 3                |           |          |                        |              |  |  |          |        |
|  | Slovaquie        | 4                |           |          |                        |              |  |  |          |        |
|  | Slovaquie        | 4                | Slovaquie | 3        |                        |              |  |  |          |        |
|  |                  |                  | Slovaquie | 3        |                        |              |  |  |          |        |
|  |                  | Tchéquie         | 1         |          |                        |              |  |  |          |        |
|  | Suède            | Tchéquie         | 1         | 3        |                        |              |  |  |          |        |
|  | Suède            |                  |           | 3        |                        |              |  |  |          |        |
|  | Tchéquie         | 4                |           |          |                        |              |  |  |          |        |
|  | Tchéquie         | 4                | Slovaquie | 2        |                        |              |  |  |          |        |
|  |                  |                  | Slovaquie | 2        |                        |              |  |  |          |        |
|  |                  | Russie           | 6         |          |                        |              |  |  |          |        |
|  | Russie           | Russie           | 6         | 5        |                        |              |  |  |          |        |
|  | Russie           |                  |           | 5        |                        |              |  |  |          |        |
|  | Norvège          | 2                |           |          |                        |              |  |  |          |        |
|  | Norvège          | 2                | Russie    | 6        |                        |              |  |  |          |        |
|  |                  |                  | Russie    | 6        | Match pour la 3e place |              |  |  |          |        |
|  |                  | Finlande         | 2         |          |                        |              |  |  |          |        |
|  | États-Unis       | Finlande         | 2         | 2        |                        |              |  |  |          |        |
|  | États-Unis       |                  |           | 2        |                        |              |  |  |          |        |
|  | Finlande         | 3                |           | Tchéquie | 3                      |              |  |  |          |        |
|  | Finlande         | 3                |           | Tchéquie | 3                      |              |  |  |          |        |
|  |                  |                  |           |          |                        |              |  |  | Finlande | 2      |
|  |                  |                  |           |          |                        |              |  |  | Finlande | 2      |

#### Quarts de finale
| 17 mai 2012 | Canada | 3-4 (1-2, 2-0, 0-2) | Slovaquie | Hartwall Arena 11 568 spectateurs |

| Feuille de match | Feuille de match | Feuille de match            | Feuille de match | Feuille de match                                                         |
| ---------------- | --- | --------------------------- | --- | ------------------------------------------------------------------------ |
|                  | E. Kane (R. Getzlaf) – 16 min 14 s J. Skinner (J. Eberle, P. Sharp) SN – 26 min 30 s A. Burrows (K. Russell, A. Ladd) – 37 min 43 s | 0-1 0-2 1-2 2-2 3-2 3-3 3-4 | 5 min 57 s – T. Kopecký (B. Radivojevič, M. Handzuš) 9 min 14 s – M. Šatan (L. Hudáček, T. Surový) 53 min 25 s – M. Bartovič (T. Tatar) 57 min 32 s – M. Handzuš (A. Sekera) SN | Arbitrage : Martin Fraňo Antonín Jeřábek Sirko Schulz Sergueï Chelianine |
| Cam Ward         | Gardiens | Ján Laco                    | | Arbitrage : Martin Fraňo Antonín Jeřábek Sirko Schulz Sergueï Chelianine |
| 31 min           | Pénalités | 6 min                       | | Arbitrage : Martin Fraňo Antonín Jeřábek Sirko Schulz Sergueï Chelianine |
| 36               | Tirs | 28                          | | Arbitrage : Martin Fraňo Antonín Jeřábek Sirko Schulz Sergueï Chelianine |

| 17 mai 2012 | Russie | 5-2 (2-1, 0-1, 3-0) | Norvège | Ericsson Globe 7 519 spectateurs |

| Feuille de match | Feuille de match | Feuille de match            | Feuille de match                                                                                    | Feuille de match                                                    |
| ---------------- | --- | --------------------------- | --------------------------------------------------------------------------------------------------- | ------------------------------------------------------------------- |
|                  | A. Ovetchkine (A. Siomine) – 7 min 26 s A. Popov (A. Iemeline, I. Riassenski) – 14 min 09 s A. Iemeline (P. Datsiouk, A. Siomine) – 40 min 55 s N. Jerdev (I. Birioukov, A. Terechtchenko) – 50 min 43 s I. Nikouline (I. Malkine) SN – 54 min 52 s | 1-0 1-1 2-1 2-2 3-2 4-2 5-2 | 11 min 33 s – P-Å. Skrøder (M. Hansen, P. Thoresen) 20 min 28 s – P. Thoresen (M. Ask, J. Holøs) SN | Arbitrage : Lars Brüggemann Danny Kurmann Roger Arm Sakari Suominen |
| Semion Varlamov  | Gardiens | Lars Haugen                 | | Arbitrage : Lars Brüggemann Danny Kurmann Roger Arm Sakari Suominen |
| 2 min            | Pénalités | 8 min                       | | Arbitrage : Lars Brüggemann Danny Kurmann Roger Arm Sakari Suominen |
| 45               | Tirs | 21                          | | Arbitrage : Lars Brüggemann Danny Kurmann Roger Arm Sakari Suominen |

| 17 mai 2012 | États-Unis | 2-3 (0-0, 1-1, 1-2) | Finlande | Hartwall Arena 12 426 spectateurs |

| Feuille de match | Feuille de match                                                                          | Feuille de match    | Feuille de match | Feuille de match                                                             |
| ---------------- | ----------------------------------------------------------------------------------------- | ------------------- | --- | ---------------------------------------------------------------------------- |
|                  | K. Palmieri (J. Petry, J. Crabb) – 33 min 48 s B. Ryan (J. Faulk, C. Smith) – 41 min 49 s | 0-1 1-1 2-1 2-2 2-3 | 33 min 27 s – J. Joensuu (A. Pihlström, L. Kukkonen) 53 min 02 s – M. Koivu (J. Jokinen, V. Filppula) 59 min 51 s – J. Joensuu (P. Kontiola) | Arbitrage : Viatcheslav Boulanov Konstantin Olenine Petr Blumel Jesse Wilmot |
| Jimmy Howard     | Gardiens                                                                                  | Petri Vehanen       | | Arbitrage : Viatcheslav Boulanov Konstantin Olenine Petr Blumel Jesse Wilmot |
| 2 min            | Pénalités                                                                                 | 0 min               | | Arbitrage : Viatcheslav Boulanov Konstantin Olenine Petr Blumel Jesse Wilmot |
| 26               | Tirs                                                                                      | 31                  | | Arbitrage : Viatcheslav Boulanov Konstantin Olenine Petr Blumel Jesse Wilmot |

| 17 mai 2012 | Suède | 3-4 (1-2, 1-1, 1-1) | Tchéquie | Ericsson Globe 10 397 spectateurs |

| Feuille de match | Feuille de match | Feuille de match            | Feuille de match | Feuille de match                                                              |
| ---------------- | --- | --------------------------- | --- | ----------------------------------------------------------------------------- |
|                  | L. Eriksson (H. Zetterberg, J. Franzén) – 7 min 10 s H. Zetterberg – 39 min 15 s J. Ericsson (L. Eriksson, G. Landeskog) – 40 min 45 s | 1-0 1-1 1-2 1-3 2-3 3-3 3-4 | 11 min 50 s – P. Nedvěd (J. Nakládal, O. Němec) 16 min 56 s – J. Novotný (M. Michálek) 30 min 27 s – M. Erat (M. Michálek, D. Krejčí) (SN) 59 min 31 s – M. Michálek | Arbitrage : Jari Levonen Brent Reiber François Dussureault Johnathan Morrison |
| Viktor Fasth     | Gardiens | Jakub Kovář                 | | Arbitrage : Jari Levonen Brent Reiber François Dussureault Johnathan Morrison |
| 6 min            | Pénalités | 2 min                       | | Arbitrage : Jari Levonen Brent Reiber François Dussureault Johnathan Morrison |
| 39               | Tirs | 32                          | | Arbitrage : Jari Levonen Brent Reiber François Dussureault Johnathan Morrison |

#### Demi-finales
| 19 mai 2012 | Russie | 6-2 (2-1, 2-0, 2-1) | Finlande | Hartwall Arena 13 239 spectateurs |

| Feuille de match | Feuille de match | Feuille de match                | Feuille de match                                                                                    | Feuille de match                                                                |
| ---------------- | --- | ------------------------------- | --------------------------------------------------------------------------------------------------- | ------------------------------------------------------------------------------- |
|                  | I. Malkine (N. Nikitine, A. Popov) – 15 min 33 s I. Malkine (N. Jerdev, S. Chirokov) (SN) – 19 min 06 s A. Ovetchkine (D. Denissov, A. Popov) – 29 min 47 s I. Malkine (I. Nikouline) (SN) – 37 min 46 s D. Kokarev (N. Kouliomine) – 41 min 05 s S. Chirokov (I. Birioukov, N. Nikitine) (SN) – 48 min 41 s | 0-1 1-1 2-1 3-1 4-1 5-1 6-1 6-2 | 7 min 28 s – J. Niskala (P. Kontiola, J. Joensuu) 56 min 04 s – M. Granlund (J. Järvinen, M. Koivu) | Arbitrage : Brent Reiber Antonin Jerabek Jonathan Morrison François Dussureault |
| Semion Varlamov  | Gardiens | Petri Vehanen                   | | Arbitrage : Brent Reiber Antonin Jerabek Jonathan Morrison François Dussureault |
| 4 min            | Pénalités | 8 min                           | | Arbitrage : Brent Reiber Antonin Jerabek Jonathan Morrison François Dussureault |
| 23               | Tirs | 31                              | | Arbitrage : Brent Reiber Antonin Jerabek Jonathan Morrison François Dussureault |

| 19 mai 2012 | Tchéquie | 1-3 (0-1, 1-0, 0-2) | Slovaquie | Hartwall Arena 12 355 spectateurs |

| Feuille de match           | Feuille de match                      | Feuille de match | Feuille de match | Feuille de match                                                    |
| -------------------------- | ------------------------------------- | ---------------- | --- | ------------------------------------------------------------------- |
|                            | M. Frolík (T. Plekanec) – 30 min 45 s | 0-1 1-1 1-2 1-3  | 15 min 52 s – M. Šatan (A. Sekera, I. Baranka) 40 min 56 s – M. Šatan (M. Handzuš) (IN) 44 min 23 s – L. Hudáček (T. Surový) | Arbitrage : Lars Brüggemann Jari Levonen Jesse Wilmot Martin Schulz |
| Jakub Kovář Jakub Štěpánek | Gardiens                              | Ján Laco         | | Arbitrage : Lars Brüggemann Jari Levonen Jesse Wilmot Martin Schulz |
| 0 min                      | Pénalités                             | 6 min            | | Arbitrage : Lars Brüggemann Jari Levonen Jesse Wilmot Martin Schulz |
| 37                         | Tirs                                  | 28               | | Arbitrage : Lars Brüggemann Jari Levonen Jesse Wilmot Martin Schulz |

#### Petite finale
| 20 mai 2012 | Finlande | 2-3 (1-3, 0-0, 1-0) | Tchéquie | Hartwall Arena 12 879 spectateurs |

| Feuille de match | Feuille de match                                                                                        | Feuille de match    | Feuille de match | Feuille de match                                                                  |
| ---------------- | --- | ------------------- | --- | --------------------------------------------------------------------------------- |
|                  | M. Pyörälä (J. Immonen, J. Järvinen) – 16 min 53 s J. Jokinen (M. Mäenpää, M. Koivu) (SN) – 49 min 01 s | 0-1 1-1 1-2 1-3 2-3 | 12 min 17 s – P. Průcha (L. Krajíček, A. Hemsky) (SN) 17 min 22 s – J. Novotný (L. Kašpar) 19 min 07 s – D. Krejčí (A. Hemsky) | Arbitrage : Viatcheslav Boulanov Danny Kurmann Sergueï Chelianine Miroslav Valach |
| Petri Vehanen    | Gardiens                                                                                                | Jakub Štěpánek      | | Arbitrage : Viatcheslav Boulanov Danny Kurmann Sergueï Chelianine Miroslav Valach |
| 8 min            | Pénalités                                                                                               | 12 min              | | Arbitrage : Viatcheslav Boulanov Danny Kurmann Sergueï Chelianine Miroslav Valach |
| 36               | Tirs | 28                  | | Arbitrage : Viatcheslav Boulanov Danny Kurmann Sergueï Chelianine Miroslav Valach |

#### Finale
| 20 mai 2012 | Russie | 6-2 (1-1, 3-0, 2-1) | Slovaquie | Hartwall Arena 13 242 spectateurs |

| Feuille de match | Feuille de match | Feuille de match                | Feuille de match                                                                    | Feuille de match                                               |
| ---------------- | --- | ------------------------------- | ----------------------------------------------------------------------------------- | -------------------------------------------------------------- |
|                  | A. Siomine (A. Ovetchkine, P. Datsiouk) – 9 min 57 s A. Perejoguine (A. Popov) – 26 min 10 s A. Terechtchenko (S. Chirokov, N. Jerdev) – 33 min 31 s A. Siomine (P. Datsiouk) – 35 min 22 s P. Datsiouk (A. Siomine, A. Ovetchkine) – 43 min 55 s I. Malkine (I. Nikouline, N. Nikitine) – 58 min 02 s | 0-1 1-1 2-1 3-1 4-1 5-1 5-2 6-2 | 1 min 06 s – Z. Chára (T. Surový) 49 min 37 s – Z. Chára (T. Surový, M. Šatan) (SN) | Arbitrage : Antonín Jeřábek Brent Reiber Roger Arm Petr Blumel |
| Semion Varlamov  | Gardiens | Ján Laco                        |                                                                                     | Arbitrage : Antonín Jeřábek Brent Reiber Roger Arm Petr Blumel |
| 2 min            | Pénalités | 4 min                           |                                                                                     | Arbitrage : Antonín Jeřábek Brent Reiber Roger Arm Petr Blumel |
| 42               | Tirs | 31                              |                                                                                     | Arbitrage : Antonín Jeřábek Brent Reiber Roger Arm Petr Blumel |

### Classement final
| Place              | Équipe      |
| ------------------ | ----------- |
| Médaille d'or      | Russie      |
| Médaille d'argent  | Slovaquie   |
| Médaille de bronze | Tchéquie    |
| 4                  | Finlande    |
| 5                  | Canada      |
| 6                  | Suède       |
| 7                  | États-Unis  |
| 8                  | Norvège     |
| 9                  | France      |
| 10                 | Lettonie    |
| 11                 | Suisse      |
| 12                 | Allemagne   |
| 13                 | Danemark    |
| 14                 | Biélorussie |
| 15                 | Italie      |
| 16                 | Kazakhstan  |

### Médaillés
| Champions du monde Russie | Konstantin Barouline, Ievgueni Birioukov, Mikhaïl Birioukov, Pavel Datsiouk, Denis Denissov, Alekseï Iemeline, Dmitri Kalinine, Ievgueni Ketov, Denis Kokarev, Nikolaï Kouliomine, Ievgueni Kouznetsov, Ievgueni Malkine, Ievgueni Medvedev, Nikita Nikitine, Ilia Nikouline, Aleksandr Ovetchkine, Aleksandr Perejoguine, Aleksandr Popov, Ievgueni Riassenski, Sergueï Chirokov, Aleksandr Siomine, Aleksandr Svitov, Alekseï Terechtchenko, Semion Varlamov, Nikolaï Jerdev Entraîneur : Zinetoula Bilialetdinov |

| Argent Slovaquie | Ivan Baranka, Milan Bartovič, Mário Bližňák, Zdeno Chára, Dominik Graňák, Peter Hamerlík, Michal Handzuš, Marcel Haščák, Marcel Hossa, Marek Hovorka, Július Hudáček, Libor Hudáček, Tomáš Kopecký, Kristián Kudroč, Ján Laco, Michel Miklík, Juraj Mikúš, Branko Radivojevič, Miroslav Šatan, Andrej Sekera, Michal Sersen, Tomáš Starosta, Tomáš Surový, Tomáš Tatar, René Vydarený Entraîneur : Vladimír Vůjtek |

| Bronze Tchéquie | Miroslav Blaťák, Petr Čáslava, Martin Erat, Michael Frolík, Aleš Hemský, Lukáš Kašpar, Petr Koukal, Jakub Kovář, Lukáš Krajíček, David Krejčí, Jakub Krejčík, Zdeněk Kutlák, Milan Michálek, Tomáš Mojžíš, Petr Mrázek, Jakub Nakládal, Petr Nedvěd, Ondřej Němec, Jiří Novotný, Jakub Petružálek, Tomáš Plekanec, Petr Průcha, Jakub Štěpánek, Petr Tenkrát, Michal Vondrka Entraîneur : Alois Hadamczik |

### Honneurs individuels
- Meilleur gardien : Ján Laco (Slovaquie).
- Meilleur défenseur : Zdeno Chára (Slovaquie).
- Meilleur attaquant : Ievgueni Malkine (Russie).
- Équipe type des médias :

| Gardien | Ján Laco (Slovaquie)      | Ján Laco (Slovaquie)      | Ján Laco (Slovaquie)       | Ján Laco (Slovaquie)       | Ján Laco (Slovaquie)      | Ján Laco (Slovaquie)      |
| Défense | Zdeno Chára (Slovaquie)   | Zdeno Chára (Slovaquie)   | Zdeno Chára (Slovaquie)    | Ilia Nikouline (Russie)    | Ilia Nikouline (Russie)   | Ilia Nikouline (Russie)   |
| Attaque | Ievgueni Malkine (Russie) | Ievgueni Malkine (Russie) | Patrick Thoresen (Norvège) | Patrick Thoresen (Norvège) | Henrik Zetterberg (Suède) | Henrik Zetterberg (Suède) |

- Meilleur joueur (médias) : Ievgueni Malkine (Russie).

### Meilleurs pointeurs
| Joueur            | PJ | B  | A  | Pts | +/- | Pun |
| ----------------- | -- | -- | -- | --- | --- | --- |
| Ievgueni Malkine  | 10 | 11 | 8  | 19  | +16 | 4   |
| Patrick Thoresen  | 8  | 7  | 11 | 18  | +6  | 4   |
| Henrik Zetterberg | 8  | 3  | 12 | 15  | +6  | 4   |
| Loui Eriksson     | 8  | 5  | 8  | 13  | +7  | 2   |
| Per-Åge Skrøder   | 8  | 5  | 7  | 12  | +7  | 2   |
| Aleksandr Popov   | 10 | 4  | 8  | 12  | +15 | 2   |
| Max Pacioretty    | 8  | 2  | 10 | 12  | +5  | 4   |
| Mikko Koivu       | 10 | 3  | 8  | 11  | 0   | 4   |
| Duncan Keith      | 8  | 1  | 10 | 11  | +7  | 0   |
| Valtteri Filppula | 10 | 4  | 6  | 10  | +1  | 6   |

### Meilleurs gardiens de but
Nota :  PJ = parties jouées, MIN = temps de jeu (minutes), V= victoires, D = défaites, TFJ = fusillades jouées, BC = buts contre, BL = blanchissages, ARR% = pourcentage d'efficacité, MOY= moyenne de buts alloués
| Joueur          | MIN          | Arr. | BC   | MOY | ARR%  | BL |
| --------------- | ------------ | ---- | ---- | --- | ----- | -- |
| Semion Varlamov | 440 min 0 s  | 13   | 1.77 | 214 | 93.93 | 1  |
| Jakub Štěpánek  | 242 min 7 s  | 6    | 1.49 | 98  | 93.88 | 1  |
| Jakub Kovář     | 351 min 14 s | 12   | 2.05 | 166 | 92.77 | 1  |
| Ján Laco        | 524 min 10 s | 19   | 2.17 | 250 | 92.40 | 1  |
| Vitali Koval    | 266 min 26 s | 13   | 2.93 | 163 | 92.02 | 0  |

## Division 1A
Elle se déroule à Ljubljana du 15 au 22 avril 2012. Les deux premiers accèdent à l'élite pour l'édition 2013 alors que le dernier est relégué en Division 1B.
|   | Équipe          | PJ | V | VP | DP | D | BP | BC | Diff. | Pts |
| 1 | Slovénie        | 5  | 5 | 0  | 0  | 0 | 17 | 9  | +8    | 15  |
| 2 | Autriche        | 5  | 3 | 0  | 1  | 1 | 24 | 16 | +8    | 10  |
| 3 | Hongrie         | 5  | 2 | 0  | 0  | 3 | 15 | 18 | -3    | 6   |
| 4 | Japon           | 5  | 1 | 1  | 1  | 2 | 13 | 14 | -1    | 6   |
| 5 | Grande-Bretagne | 5  | 1 | 1  | 0  | 3 | 14 | 22 | -8    | 5   |
| 6 | Ukraine         | 5  | 0 | 1  | 1  | 3 | 12 | 16 | -4    | 3   |

- Meilleur pointeur : Robert Dowd (Grande-Bretagne, 9 points).
- Meilleur gardien de but : Robert Kristan (Slovénie).
- Meilleur défenseur : Matthias Trattnig (Autriche).
- Meilleur attaquant : Manuel Latusa (Autriche).
- Équipe type des médias :

| Gardien | Robert Kristan (Slovénie)    | Robert Kristan (Slovénie)    | Robert Kristan (Slovénie)    | Robert Kristan (Slovénie)          | Robert Kristan (Slovénie)          | Robert Kristan (Slovénie)          |
| Défense | Matthias Trattnig (Autriche) | Matthias Trattnig (Autriche) | Matthias Trattnig (Autriche) | Oleksandr Pobyedonostsev (Ukraine) | Oleksandr Pobyedonostsev (Ukraine) | Oleksandr Pobyedonostsev (Ukraine) |
| Attaque | Rok Tičar (Slovénie)         | Rok Tičar (Slovénie)         | Manuel Latusa (Autriche)     | Manuel Latusa (Autriche)           | Shuhei Kuji (Japon)                | Shuhei Kuji (Japon)                |

- Meilleur joueur (médias) : Robert Kristan (Slovénie).

## Division 1B
Elle se déroule à Krynica-Zdrój du 15 au 21 avril 2012. Le premier accède à la Division 1A pour l'édition 2013 alors que le dernier est relégué en Division 2.
| Date     | Équipe       | Score    | Équipe       | Score par période  |
| -------- | ------------ | -------- | ------------ | ------------------ |
| 15 avril | Australie    | 4-8      | Corée du Sud | 3-3, 1-1, 0-4      |
| 15 avril | Roumanie     | 1-4      | Pays-Bas     | 0-0, 1-3, 0-1      |
| 15 avril | Lituanie     | 0-9      | Pologne      | 0-2, 0-4, 0-3      |
| 16 avril | Pays-Bas     | 6-2      | Australie    | 1-1, 3-1, 2-0      |
| 16 avril | Corée du Sud | 3-0      | Lituanie     | 3-0, 0-0, 0-0      |
| 16 avril | Pologne      | 10-0     | Roumanie     | 3-0, 3-0, 4-0      |
| 18 avril | Corée du Sud | 6-1      | Roumanie     | 3-0, 1-0, 2-1      |
| 18 avril | Australie    | 2-3      | Lituanie     | 0-2, 2-1, 0-0      |
| 18 avril | Pologne      | 5-1      | Pays-Bas     | 2-0, 1-0, 2-1      |
| 19 avril | Lituanie     | 5-6      | Roumanie     | 3-1, 1-2, 1-3      |
| 19 avril | Pays-Bas     | 3-4 a.p. | Corée du Sud | 1-2, 0-1, 2-0, 0-1 |
| 19 avril | Pologne      | 5-3      | Australie    | 1-0, 3-2, 1-1      |
| 21 avril | Pays-Bas     | 7-1      | Lituanie     | 2-0, 1-1, 4-0      |
| 21 avril | Roumanie     | 5-3      | Australie    | 2-2, 1-0, 2-1      |
| 21 avril | Corée du Sud | 3-2      | Pologne      | 1-2, 1-0, 1-0      |

|   | Équipe       | PJ | V | VP | DP | D | BP | BC | Diff. | Pts |
| 1 | Corée du Sud | 5  | 4 | 1  | 0  | 0 | 24 | 10 | +14   | 14  |
| 2 | Pologne      | 5  | 4 | 0  | 0  | 1 | 31 | 7  | +24   | 12  |
| 3 | Pays-Bas     | 5  | 3 | 0  | 1  | 1 | 21 | 13 | +8    | 10  |
| 4 | Roumanie     | 5  | 2 | 0  | 0  | 3 | 13 | 28 | -15   | 6   |
| 5 | Lituanie     | 5  | 1 | 0  | 0  | 4 | 9  | 27 | -18   | 3   |
| 6 | Australie    | 5  | 0 | 0  | 0  | 5 | 14 | 27 | -13   | 0   |

- Meilleur pointeur : Marcin Kolusz (Pologne, 10 points).
- Meilleur gardien de but : Ian Meierdres (Pays-Bas).
- Meilleur défenseur : Adam Borzecki (Pologne).
- Meilleur attaquant : Marcin Kolusz (Pologne).
- Équipe type des médias :

| Gardien | Przemyslaw Odrobny (Pologne) | Przemyslaw Odrobny (Pologne) | Przemyslaw Odrobny (Pologne) | Przemyslaw Odrobny (Pologne) | Przemyslaw Odrobny (Pologne)    | Przemyslaw Odrobny (Pologne)    |
| Défense | Adam Borzecki (Pologne)      | Adam Borzecki (Pologne)      | Adam Borzecki (Pologne)      | Mike Dalhuisen (Pays-Bas)    | Mike Dalhuisen (Pays-Bas)       | Mike Dalhuisen (Pays-Bas)       |
| Attaque | Marcin Kolusz (Pologne)      | Marcin Kolusz (Pologne)      | Leszek Laszkiewicz (Pologne) | Leszek Laszkiewicz (Pologne) | Diederick Hagemeijer (Pays-Bas) | Diederick Hagemeijer (Pays-Bas) |

## Division 2A
Elle se déroule à Reykjavik du 12 au 18 avril 2012. Le premier, l'Estonie, accède à la Division 1B pour l'édition 2013 alors que le dernier, la Nouvelle-Zélande, est relégué en Division 2B.
| Date     | Équipe           | Score | Équipe           | Score par période |
| -------- | ---------------- | ----- | ---------------- | ----------------- |
| 12 avril | Croatie          | 2-3   | Espagne          | 0-0, 1-1, 1-2     |
| 12 avril | Estonie          | 5-2   | Serbie           | 1-2, 3-0, 1-0     |
| 12 avril | Islande          | 4-0   | Nouvelle-Zélande | 1-0, 1-0, 2-0     |
| 13 avril | Estonie          | 3-2   | Croatie          | 2-0, 0-1, 1-1     |
| 13 avril | Espagne          | 7-0   | Nouvelle-Zélande | 1-0, 4-0, 2-0     |
| 13 avril | Serbie           | 3-5   | Islande          | 2-2, 0-3, 1-0     |
| 15 avril | Espagne          | 4-2   | Serbie           | 1-2, 1-0, 2-0     |
| 15 avril | Croatie          | 12-3  | Nouvelle-Zélande | 3-0, 4-1, 5-2     |
| 15 avril | Estonie          | 7-2   | Islande          | 2-1, 3-0, 2-1     |
| 17 avril | Nouvelle-Zélande | 2-19  | Estonie          | 0-8, 2-6, 0-5     |
| 17 avril | Serbie           | 3-6   | Croatie          | 1-2, 0-2, 2-2     |
| 17 avril | Islande          | 0-4   | Espagne          | 0-2, 0-1, 0-1     |
| 18 avril | Nouvelle-Zélande | 0-17  | Serbie           | 0-7, 0-6, 0-4     |
| 18 avril | Espagne          | 3-5   | Estonie          | 1-2, 2-2, 0-1     |
| 18 avril | Croatie          | 5-1   | Islande          | 1-0, 1-0, 3-1     |

|   | Équipe           | PJ | V | VP | DP | D | BP | BC | Diff. | Pts |
| 1 | Estonie          | 5  | 5 | 0  | 0  | 0 | 39 | 11 | +28   | 15  |
| 2 | Espagne          | 5  | 4 | 0  | 0  | 1 | 21 | 9  | +12   | 12  |
| 3 | Croatie          | 5  | 3 | 0  | 0  | 2 | 27 | 13 | +14   | 9   |
| 4 | Islande          | 5  | 2 | 0  | 0  | 3 | 12 | 19 | -7    | 6   |
| 5 | Serbie           | 5  | 1 | 0  | 0  | 4 | 27 | 20 | +7    | 3   |
| 6 | Nouvelle-Zélande | 5  | 0 | 0  | 0  | 5 | 5  | 59 | -54   | 0   |

- Meilleur gardien : Ander Alcaine (Espagne).
- Meilleur défenseur : Kenneth MacAulay (Croatie)
- Meilleur attaquant : Aleksandr Petrov (Estonie).

## Division 2B
Elle se déroule à Sofia du 2 au 8 avril 2012. Le premier accède à la Division 2A pour l'édition 2013 alors que le dernier est relégué en Division 3.
| Date    | Équipe         | Score      | Équipe         | Score par période       |
| ------- | -------------- | ---------- | -------------- | ----------------------- |
| 2 avril | Mexique        | 2-9        | Belgique       | 0-5, 1-1, 1-3           |
| 2 avril | Chine          | 9-5        | Israël         | 3-2, 2-1, 4-2           |
| 2 avril | Afrique du Sud | 1-4        | Bulgarie       | 0-1, 1-1, 0-2           |
| 3 avril | Chine          | 5-1        | Mexique        | 3-0, 1-1, 1-0           |
| 3 avril | Israël         | 6-2        | Afrique du Sud | 3-0, 2-0, 1-2           |
| 3 avril | Belgique       | 14-3       | Bulgarie       | 2-0, 6-0, 6-3           |
| 5 avril | Belgique       | 4-1        | Israël         | 1-1, 2-0, 1-0           |
| 5 avril | Chine          | 6-1        | Afrique du Sud | 2-0, 4-0, 0-1           |
| 5 avril | Mexique        | 8-5        | Bulgarie       | 5-0, 1-4, 2-1           |
| 6 avril | Afrique du Sud | 0-14       | Belgique       | 0-2, 0-6, 0-6           |
| 6 avril | Israël         | 5-4 a.p.   | Mexique        | 1-2, 2-1, 1-1, 1-0      |
| 6 avril | Bulgarie       | 6-3        | Chine          | 0-1, 3-2, 3-0           |
| 8 avril | Mexique        | 2-0        | Afrique du Sud | 0-0, 2-0, 0-0           |
| 8 avril | Bulgarie       | 3-2 t.a.b. | Israël         | 1-1, 1-0, 0-1, 0-0, 1-0 |
| 8 avril | Belgique       | 8-5        | Chine          | 5-2, 2-0, 1-3           |

|   | Équipe         | PJ | V | VP | DP | D | BP | BC | Diff. | Pts |
| 1 | Belgique       | 5  | 5 | 0  | 0  | 0 | 49 | 11 | +38   | 15  |
| 2 | Chine          | 5  | 3 | 0  | 0  | 2 | 28 | 21 | +7    | 9   |
| 3 | Bulgarie       | 5  | 2 | 1  | 0  | 2 | 21 | 28 | -7    | 8   |
| 4 | Mexique        | 5  | 2 | 0  | 1  | 2 | 17 | 24 | -7    | 7   |
| 5 | Israël         | 5  | 1 | 1  | 1  | 2 | 19 | 22 | -3    | 6   |
| 6 | Afrique du Sud | 5  | 0 | 0  | 0  | 5 | 4  | 32 | -28   | 0   |

## Division 3
Elle se déroule à Erzurum du 15 au 21 avril 2012. Le premier accède à la Division 2B pour l'édition 2013.
| Date     | Équipe        | Score | Équipe        | Score par période |
| -------- | ------------- | ----- | ------------- | ----------------- |
| 15 avril | Grèce         | 1-6   | Turquie       | 1-1, 0-3, 0-2     |
| 15 avril | Luxembourg    | 7-2   | Irlande       | 4-1, 2-0, 1-1     |
| 15 avril | Mongolie      | 2-12  | Corée du Nord | 1-2, 1-3, 0-7     |
| 16 avril | Irlande       | 5-3   | Grèce         | 2-0, 2-1, 1-2     |
| 16 avril | Corée du Nord | 4-1   | Luxembourg    | 0-1, 3-0, 1-0     |
| 16 avril | Turquie       | 10-0  | Mongolie      | 4-0, 2-0, 4-0     |
| 18 avril | Corée du Nord | 4-1   | Grèce         | 0-0, 2-0, 2-1     |
| 18 avril | Irlande       | 3-5   | Turquie       | 0-1, 3-2, 0-2     |
| 18 avril | Mongolie      | 1-5   | Luxembourg    | 1-4, 0-1, 0-0     |
| 19 avril | Turquie       | 4-2   | Corée du Nord | 0-0, 3-2, 1-0     |
| 19 avril | Luxembourg    | 6-0   | Grèce         | 1-0, 4-0, 1-0     |
| 19 avril | Irlande       | 8-4   | Mongolie      | 2-0, 2-1, 4-3     |
| 21 avril | Grèce         | 4-1   | Mongolie      | 1-0, 1-1, 2-0     |
| 21 avril | Turquie       | 8-1   | Luxembourg    | 1-0, 4-0, 3-1     |
| 21 avril | Corée du Nord | 5-0   | Irlande       | 2-0, 0-0, 3-0     |

|   | Équipe        | PJ | V | VP | DP | D | BP | BC | Diff. | Pts |
| 1 | Turquie       | 5  | 5 | 0  | 0  | 0 | 33 | 7  | +26   | 15  |
| 2 | Corée du Nord | 5  | 4 | 0  | 0  | 1 | 27 | 8  | +19   | 12  |
| 3 | Luxembourg    | 5  | 3 | 0  | 0  | 2 | 20 | 15 | +5    | 9   |
| 4 | Irlande       | 5  | 2 | 0  | 0  | 3 | 18 | 24 | -6    | 6   |
| 5 | Grèce         | 5  | 1 | 0  | 0  | 4 | 9  | 22 | -13   | 3   |
| 6 | Mongolie      | 5  | 0 | 0  | 0  | 5 | 8  | 39 | -31   | 0   |